# St. Maria (Auhausen)

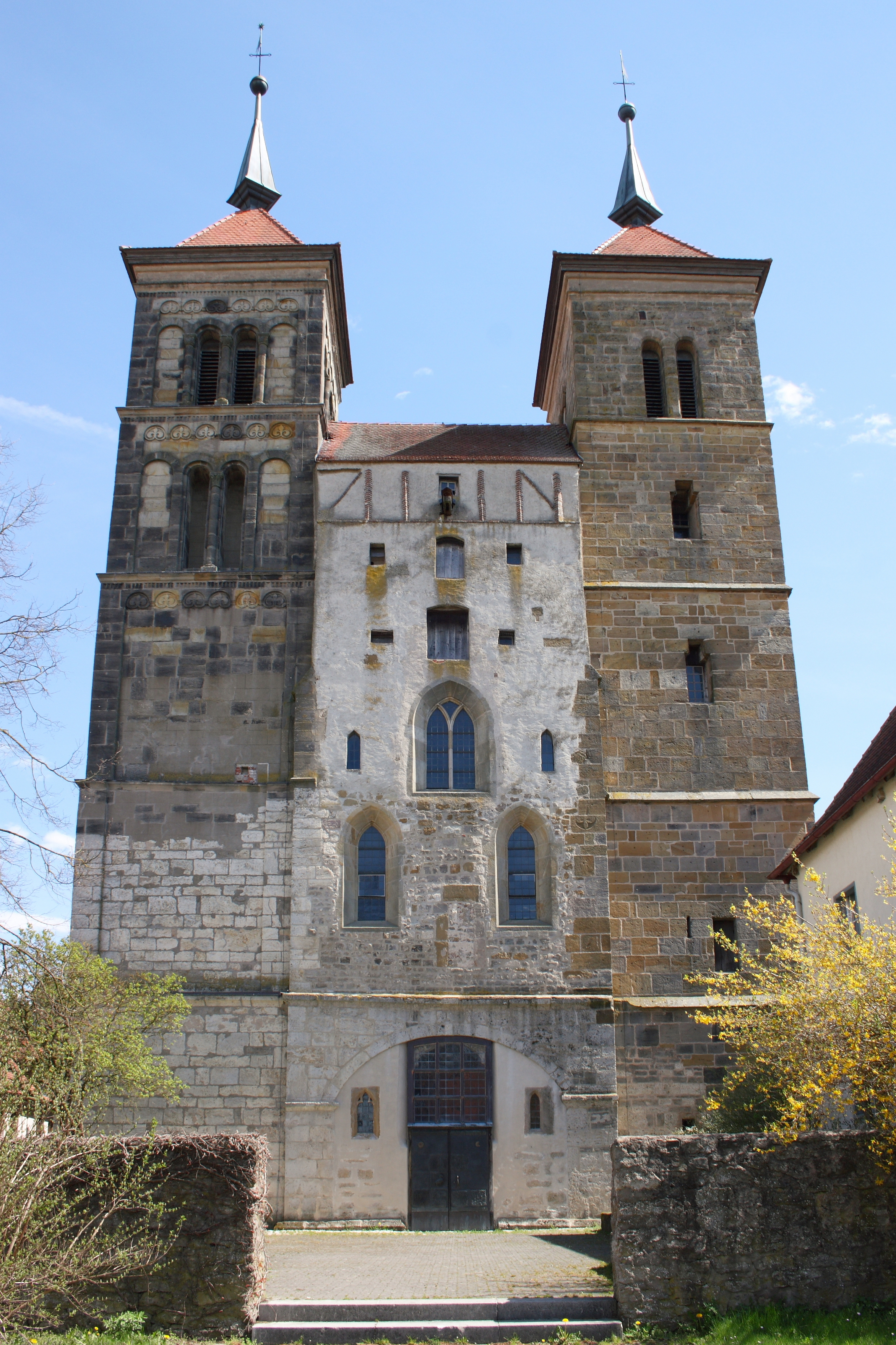
Pfarrkirche St. Maria und St. Godehard

Die evangelisch-lutherische Pfarrkirche St. Maria und St. Godehard in Auhausen, einer Gemeinde im Landkreis Donau-Ries im bayerischen Regierungsbezirk Schwaben, gehörte ehemals zum Benediktinerkloster Auhausen. Mit dem Bau der Kirche wurde vermutlich um 1120 begonnen. Aus dem frühen 16. Jahrhundert sind ein Flügelaltar, Fragmente von Bleiglasfenstern im Chor und das Chorgestühl erhalten. Die Kirche ist ein geschütztes Baudenkmal.

## Geschichte
Das Benediktinerkloster Auhausen wurde vermutlich zu Beginn des 12. Jahrhunderts gegründet. Die erste erhaltene Urkunde, ein päpstliches Privileg von Innozenz II., stammt aus dem Jahr 1136. Um 1120 entstand der Kern der Kirche und des Nordturmes, dessen drei oberste Geschosse um 1230 aufgebaut wurden. Der Südturm wurde 1334 errichtet, wie eine Inschrift an der Westseite belegt. 1513 ließ der letzte Abt, Georg Truchseß von Wetzhausen, im Norden und Süden an das Langhaus zwei Seitenkapellen anfügen. 1519 ließ er an der Stelle der abgebrochenen nördlichen und mittleren Apsis den Chor errichten. Im gleichen Jahr gab Georg Truchseß von Wetzhausen bei dem Schreiner Melchior Schabert aus Donauwörth ein neues Chorgestühl in Auftrag.
Während des Bauernkrieges von 1525 wurden Kirche und Kloster geplündert. Die Bleiglasfenster wurden zerschlagen, das Chorgestühl und die in der Kirche aufgestellten Grabmäler schwer beschädigt. 1531 gelangte das Kloster in den Besitz der Markgrafen von Ansbach, die die Reformation durchführten. Seither dient die ehemalige Klosterkirche der evangelischen Gemeinde als Pfarrkirche. Unter den Markgrafen von Ansbach wurde im Kirchenschiff ein Getreidekasten eingebaut. Die Mittelschiffwände wurden um 2,30 Meter abgebrochen, die Außenmauern der Seitenschiffe auf deren Höhe aufgemauert und das gesamte Langhaus mit dem heute noch erhaltenen Satteldach gedeckt. Zwischen 1537 und 1758 folgten mehrere Einbauten von Emporen.
Bei der Renovierung in den Jahren 1969 bis 1978 entfernte man die Männerempore und den Getreidekasten und stellte die ursprüngliche Höhe des Hauptschiffs wieder her. Dabei entdeckte man unter einer Kalkschicht die bemalte Holzdecke von 1542.

## Architektur

### Außenbau
An der Westfassade erheben sich die beiden quadratischen Türme, die von Pyramidendächern mit spitzen Blechpyramiden bekrönt sind. Die beiden oberen Geschosse des Nordturms sind wie das oberste Stockwerk des schlichteren Südturms von gekuppelten, rundbogigen Klangarkaden durchbrochen. In die Wandflächen des Nordturms sind Blendfelder eingeschnitten, die oben von Rundbogenfriesen mit Lilienornamenten begrenzt werden. Die drei oberen Geschosse gliedern profilierte Gesimse, unter denen ein Zahnfries verläuft. Zwischen den beiden Türmen liegt die ehemals offene, zweigeschossige Vorhalle, der ursprüngliche Haupteingang der Kirche. Der heutige Eingang befindet sich an der Nordseite.

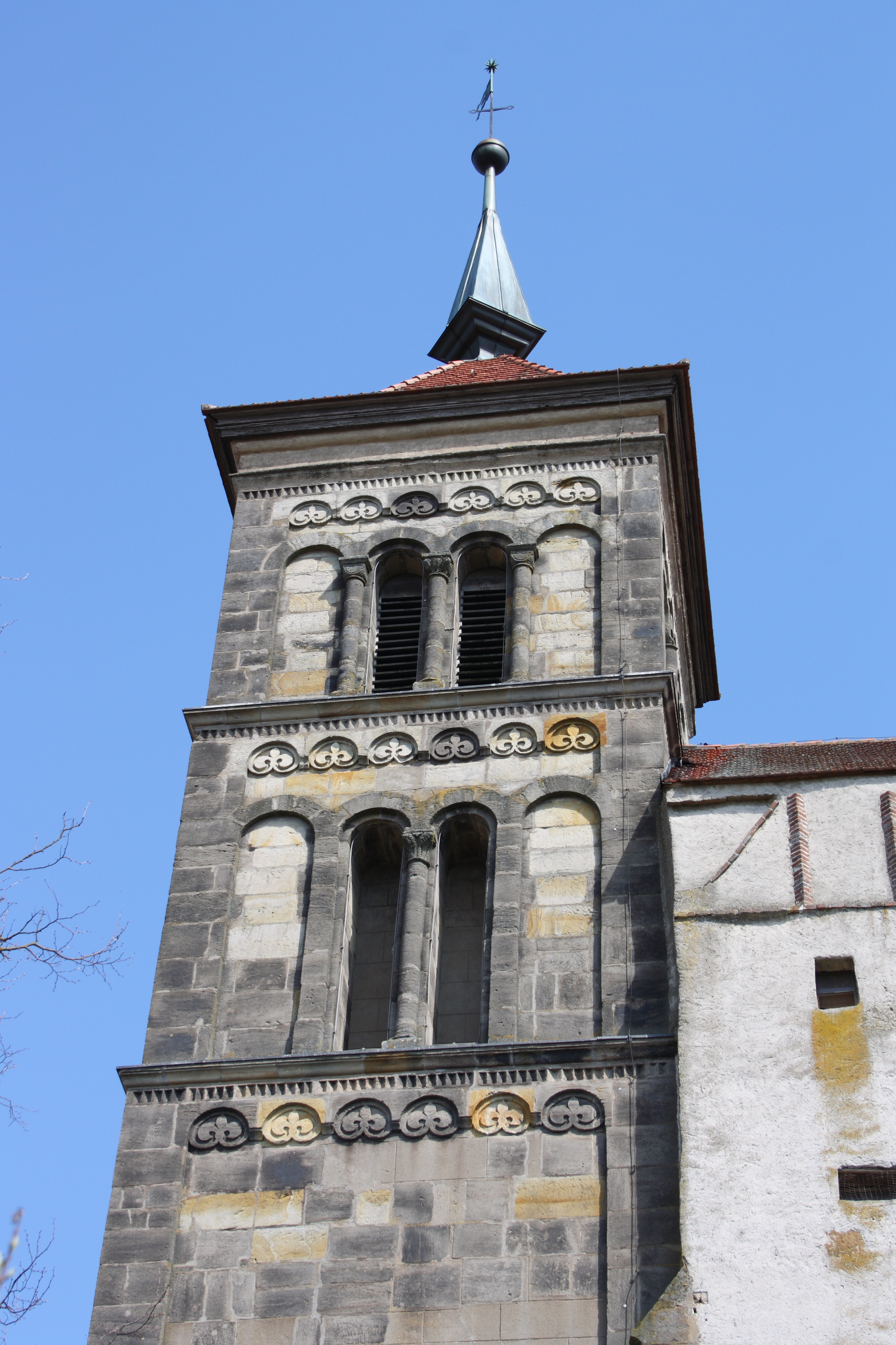
Nordturm
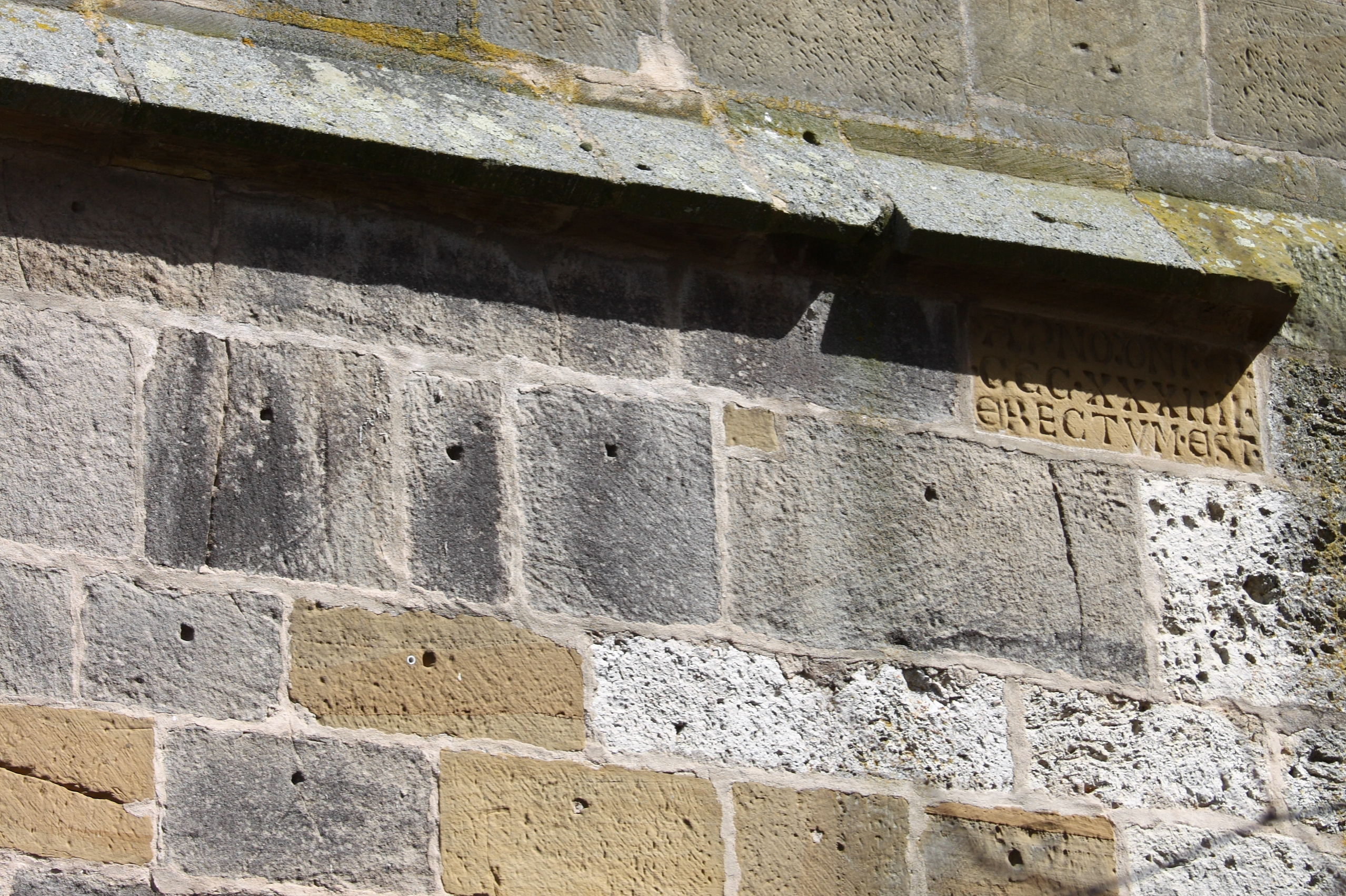
Stein an der Westfassade des Südturmes mit der Inschrift „ANNO DNI MCCCXXXIIII ERECTUM EST“ (er wurde im Jahr 1334 errichtet)
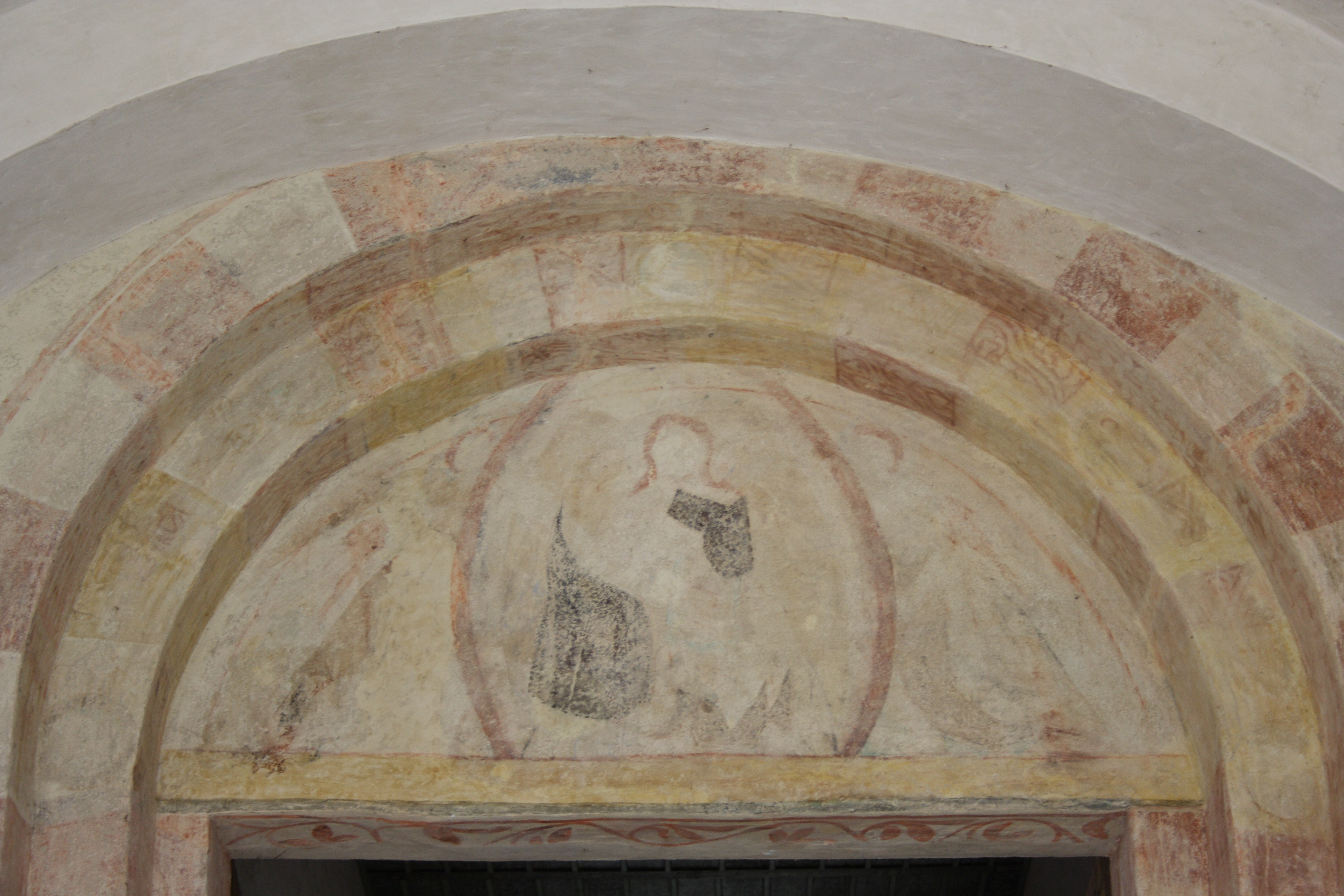
Tympanon des Westportals

### Innenraum
Die Kirche ist eine querhauslose, dreischiffige Pfeilerbasilika. Von den ursprünglichen drei Apsiden ist nur noch die Apsis des südlichen Seitenschiffs erhalten. An der Stelle der mittleren und nördlichen Apsis öffnet sich der um drei Stufen erhöhte, dreijochige, spätgotische Chor mit Dreiachtelschluss, der von einem Sterngewölbe gedeckt wird. Die Schlusssteine des Gewölbes sind mit den Wappen des Klosters und des Abtes Georg Truchseß von Wetzhausen verziert.
Im südlichen Seitenschiff befindet sich in Höhe des Obergeschosses ein zugemauerter Zugang zum ehemaligen Schlafsaal der Mönche, der von einem profilierten Gewände und einem Kleeblattbogen eingefasst wird.
Haupt- und Seitenschiffe werden von flachen Holzfelderdecken gedeckt. Nur die drei östlichen Joche der Seitenschiffe besitzen Kreuzgratgewölbe. Die Decke des Mittelschiffs ist mit Renaissancemalereien und der Jahreszahl 1542 versehen. Die Darstellungen von Früchten, Grotesken, Rankenwerk und figürlichen Motiven sind in Grisailletechnik ausgeführt.

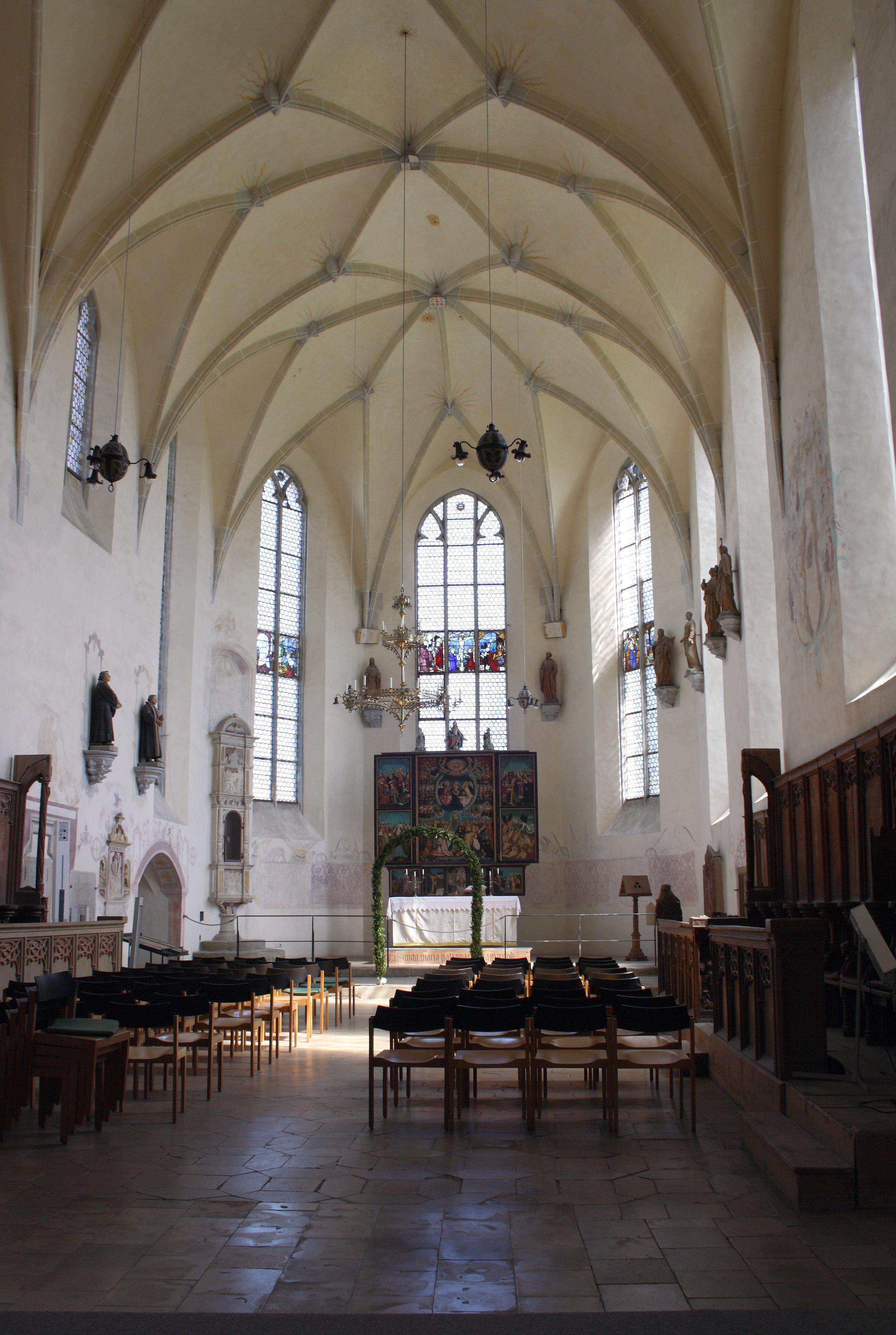
Gotischer Chor
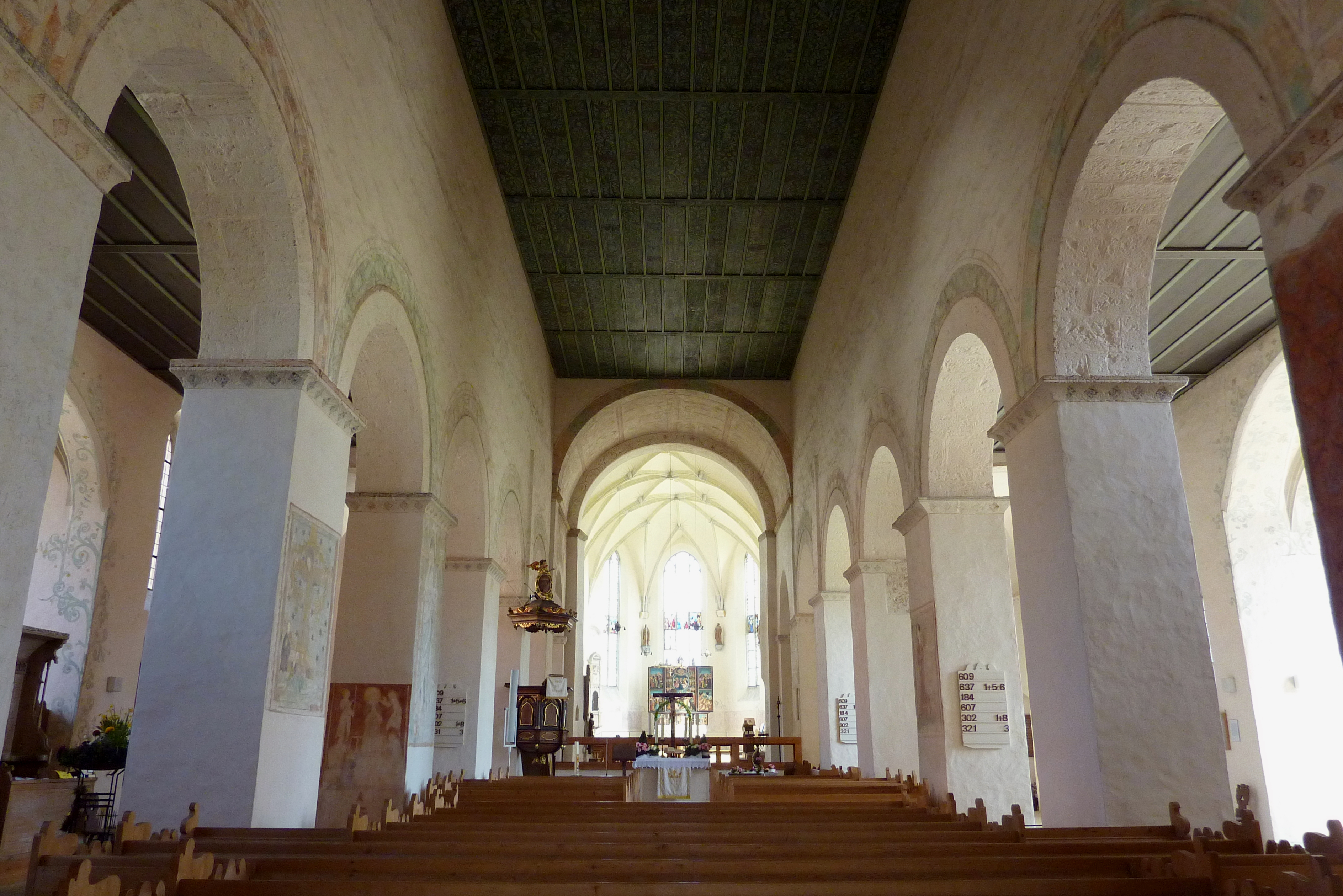
Innenraum
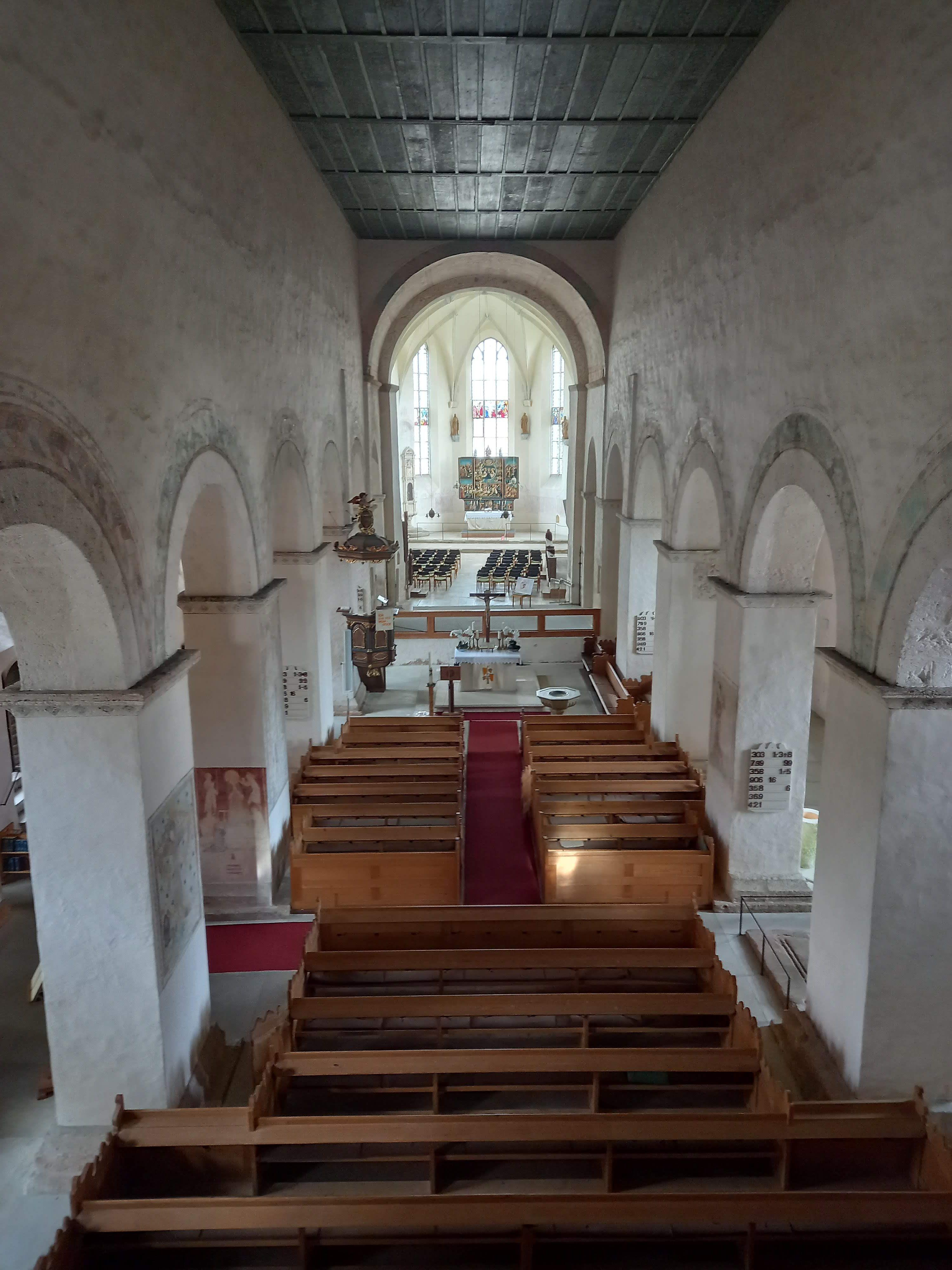
Mittelschiff
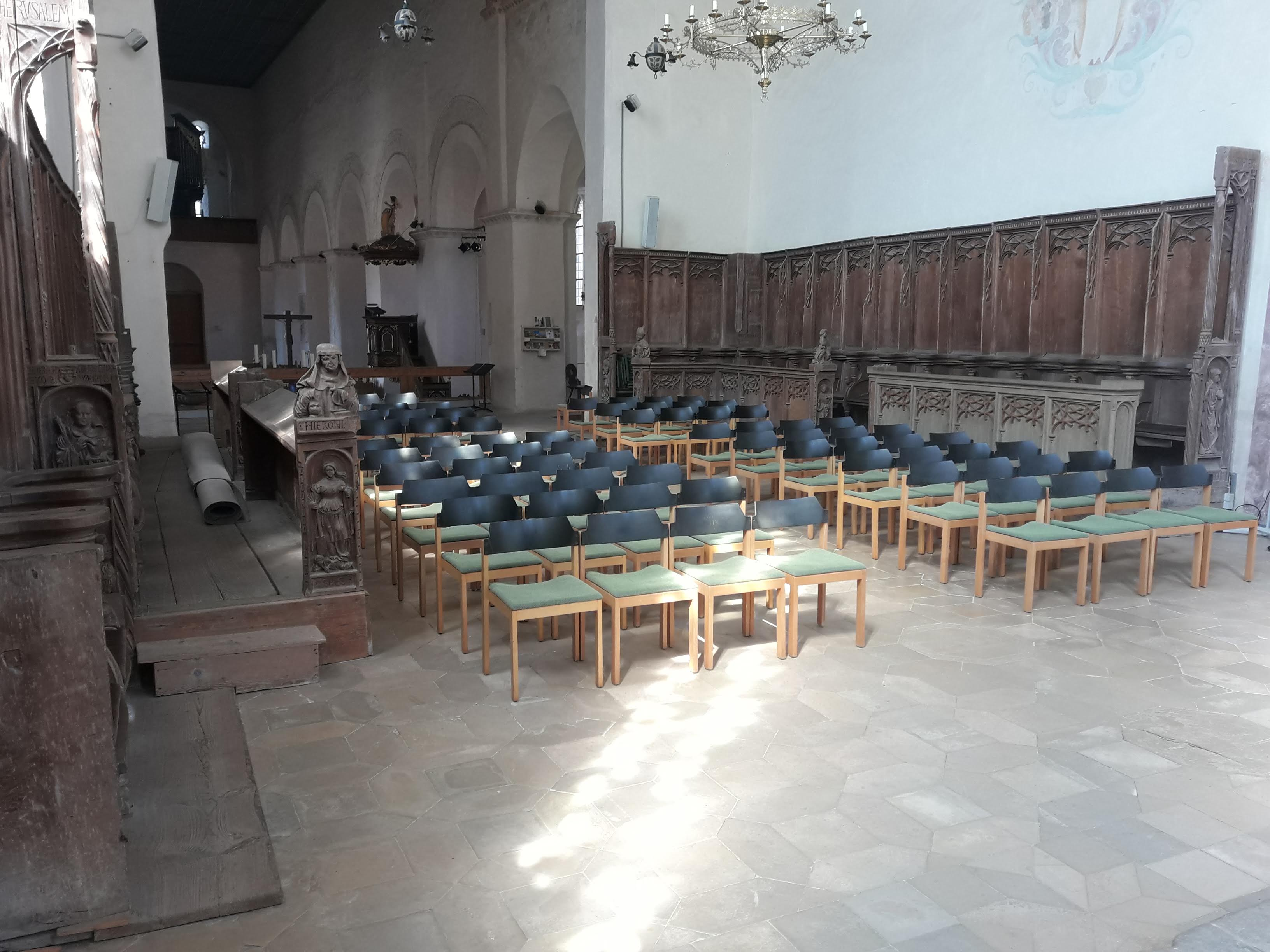
Chorgestühl

## Malereifragmente
In der Vorhalle wurde 1977 am Tympanon über dem Eingang zum Hauptschiff ein Malereifragment aus dem 13./14. Jahrhundert freigelegt. Es stellt Christus in der Mandorla umgeben von Engeln dar.
Die Arkaden und die Umrandungen der Langhausfenster weisen ornamentale Malereien des 13. bis 16. Jahrhunderts auf. Die mit Heiligenscheinen umgebenen Figuren an der Unterseite des noch auf den romanischen Kirchenbau zurückgehenden Triumphbogens stellen vermutlich die 24 Greise der Apokalypse dar und werden in das 15. Jahrhundert datiert. Die Darstellungen an den Pfeilern stammen aus dem 16. Jahrhundert. Auf den Pfeilern der Nordseite werden die heilige Kümmernis, der heilige Benedikt von Nursia, Christus mit den Leidenswerkzeugen und auf einem Pfeiler der Südseite der heilige Antonius mit seinem Attribut, dem Schwein, dargestellt. Die Chorwände sind den Sieben Freuden und den Sieben Schmerzen Marias gewidmet.

## Bleiglasfenster
In den Maßwerkfenstern des Chores sind Fragmente der von Abt Georg Truchseß von Wetzhausen 1527 in Auftrag gegebenen Fenster eingebaut. Die beiden Scheiben des linken Fensters stellen Truchseß Eberhard und den heiligen Hieronymus dar, die beiden Scheiben des rechten Fensters Maria im Strahlenkranz und Truchseß Johannes. Auf den Scheiben des mittleren Chorfensters werden links der heiligen Benedikt und Godehard von Hildesheim dargestellt, rechts Abt Georg Truchseß von Wetzhausen und in der Mitte die Kreuzigung Christi.

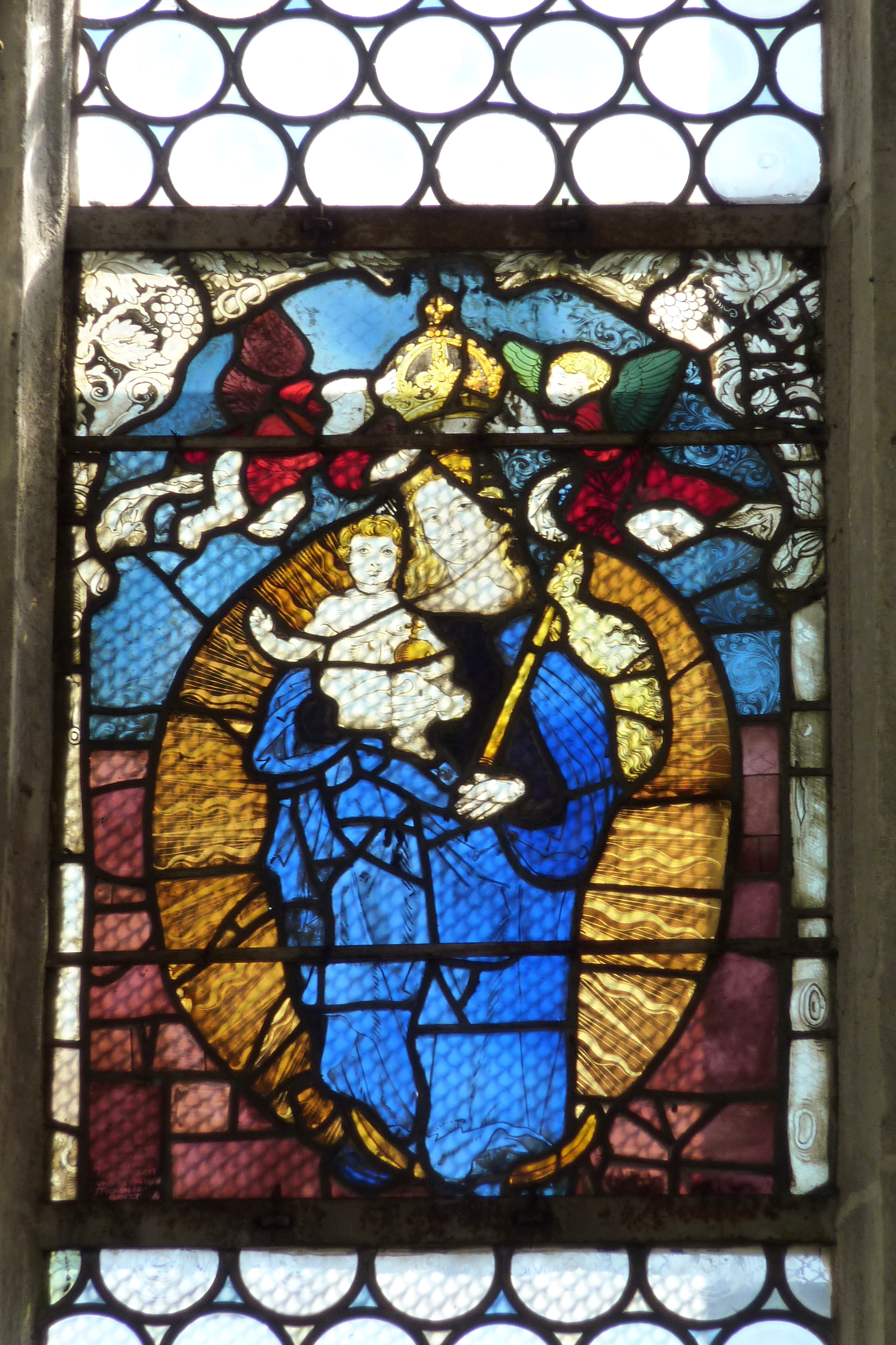
Madonna mit Kind
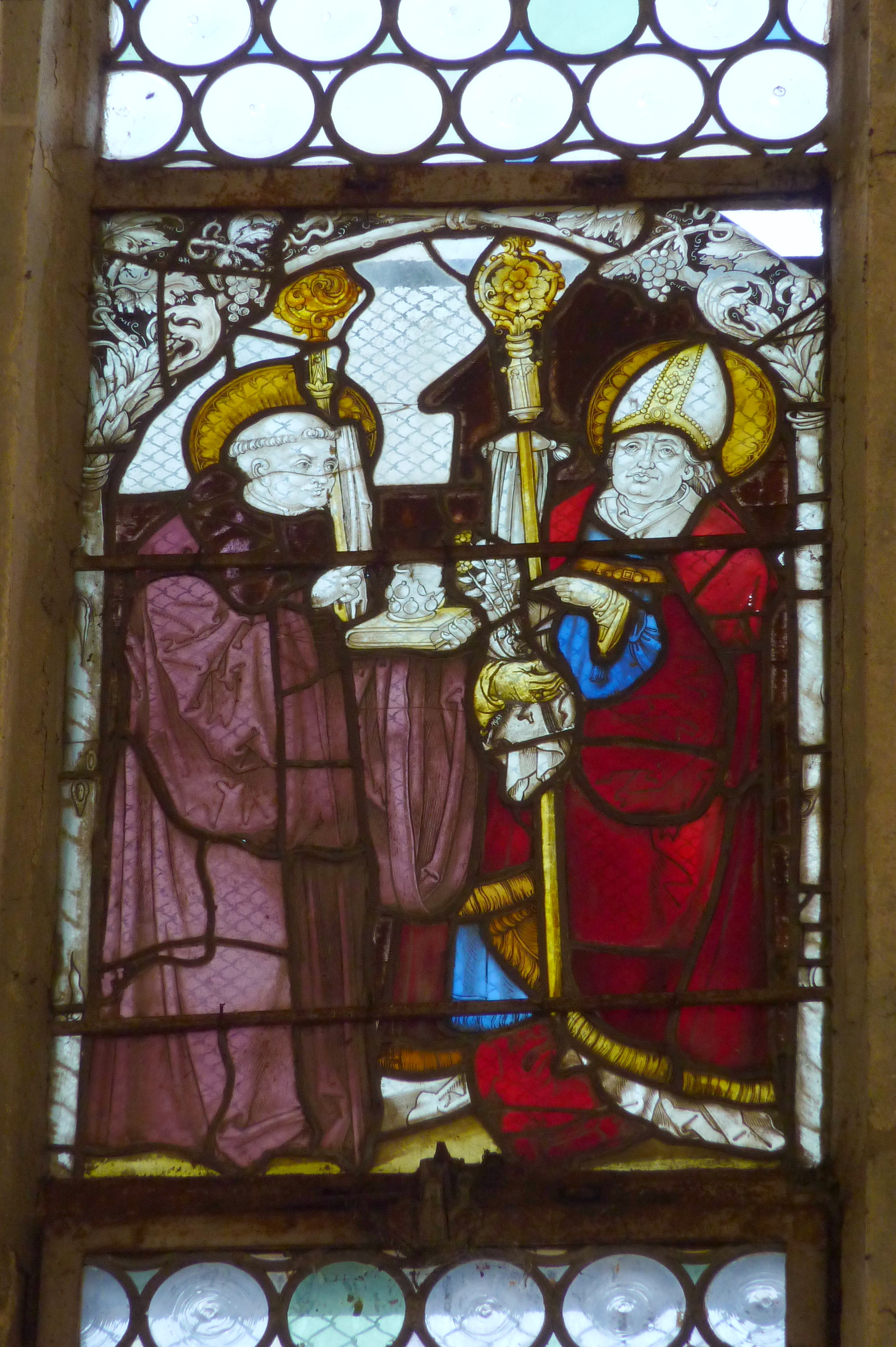
Heiliger Benedikt und Godehard von Hildesheim
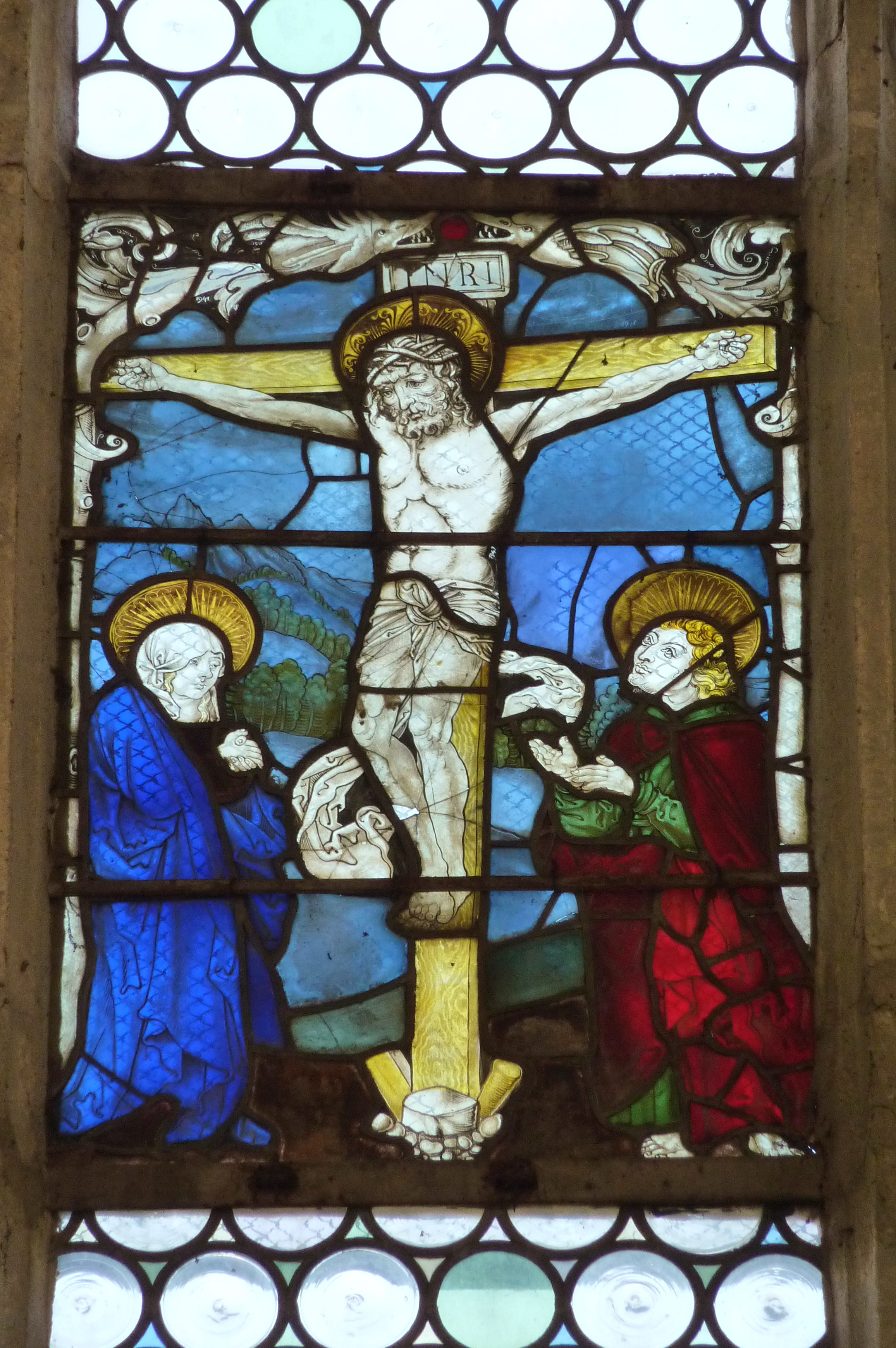
Kreuzigung Christi

## Hauptaltar

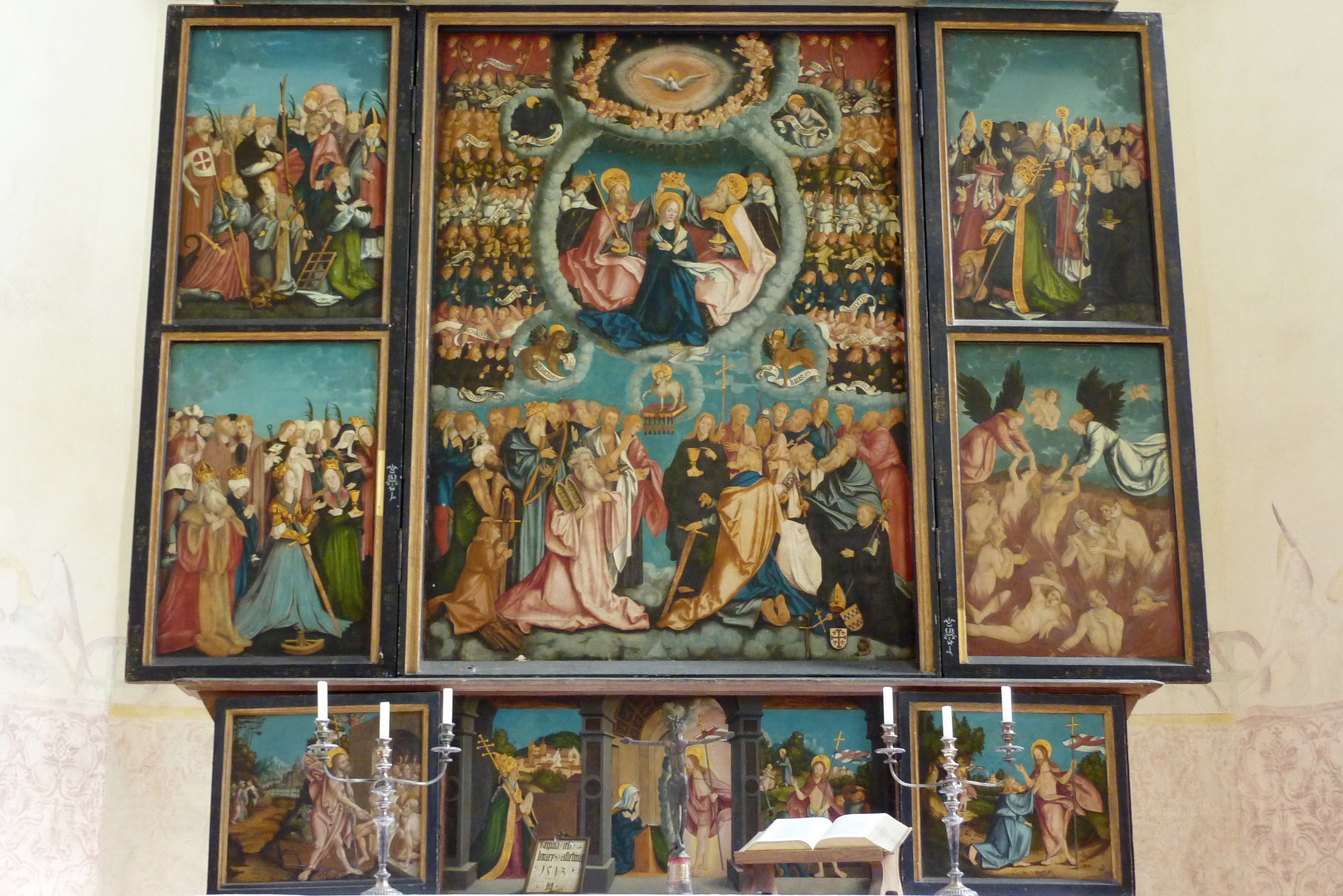
Hauptaltar

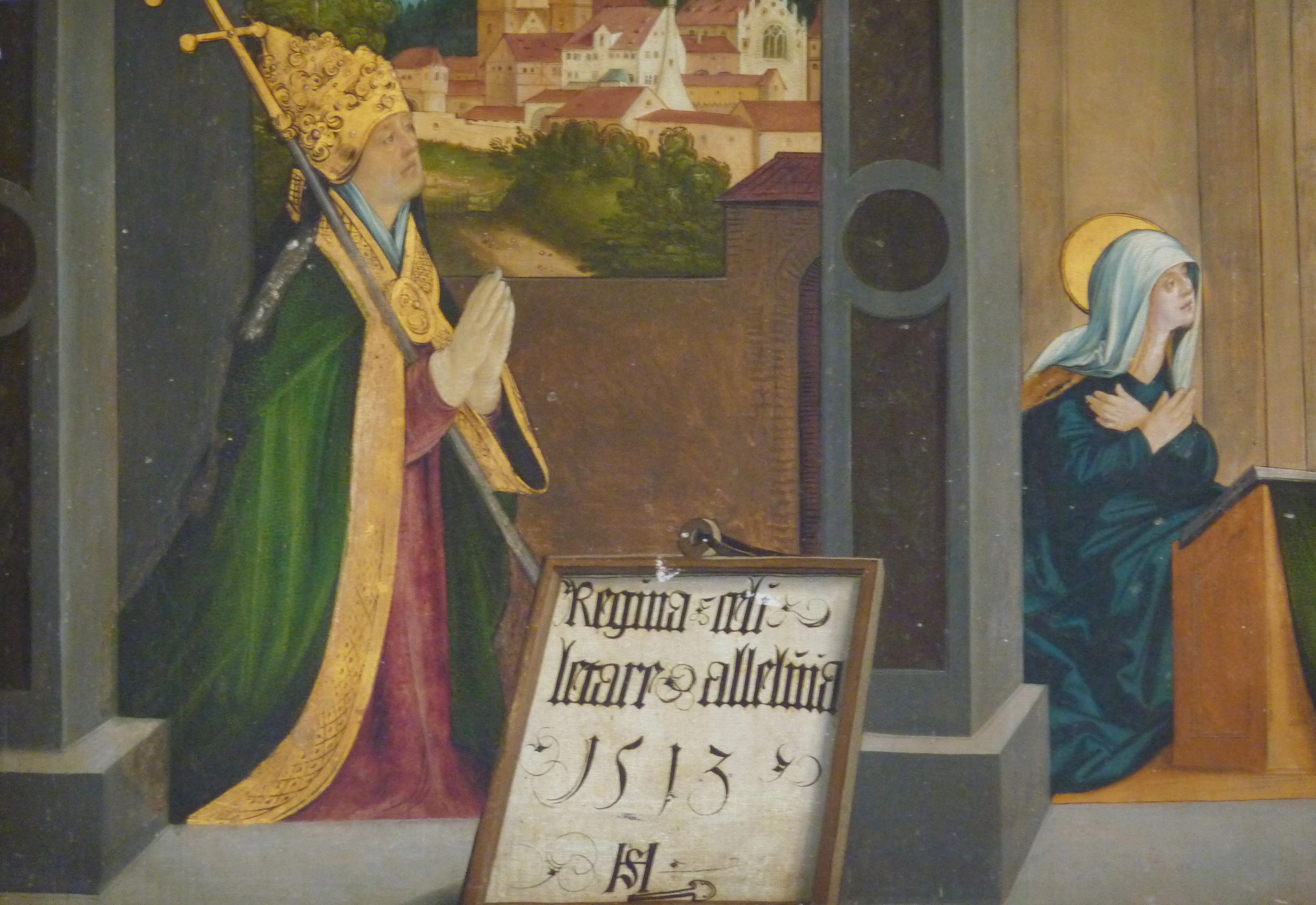
Hauptaltar, Tafel der Predella

Als kostbarstes Ausstattungsstück der Kirche gilt der aus 16 Tafeln bestehende Flügelaltar, der 1513 von Hans Schäufelin und Sebastian Daig geschaffen wurde. Das Hauptbild ist der Krönung Mariens gewidmet. Über der Szene schwebt der Heilige Geist in Gestalt einer Taube, die Mitte des Bildes nimmt das Lamm Gottes auf dem Buch mit sieben Siegeln ein. Den oberen Teil des Bildes bevölkern die Himmlischen Heerscharen, unten links sind Figuren des Alten Testamentes wie Moses, König David, Abraham und Isaak vertreten und rechts die zwölf Apostel. Am rechten unteren Bildrand ist der Auftraggeber des Altars, Abt Georg Truchseß von Wetzhausen, abgebildet.
Bei aufgeklappten Flügeln sind auf den Tafeln links oben Märtyrer und Nothelfer zu sehen. Auf der unteren linken Tafel hat sich, neben der heiligen Apollonia von Alexandria (mit Zange und Zahn) und hinter der heiligen Katharina von Alexandrien (mit zerbrochenem Rad) und der heiligen Barbara von Nikomedien (mit Kelch und Hostie), Hans Schäufelin neben seinem Mitarbeiter selbst porträtiert. Die Tafeln der rechten Seite stellen oben die Kirchenlehrer Hieronymus und Gregor den Großen neben geistlichen Würdenträgern dar und unten das Fegefeuer. Nur bei geschlossenem Altar sind die vier Tafeln mit der Darstellung des heiligen Georg, des heiligen Christophorus, des heiligen Hieronymus und des heiligen Benedikt zu sehen. Die Außenseiten der Flügel sind mit Szenen der Leidensgeschichte Jesu (Jesus am Ölberg, Jesus vor Pilatus, Kreuzigung und Kreuzabnahme Jesu) versehen.
Die Tafeln der Predella stellen die Höllenfahrt Christi, einen Papst mit dem Kloster Auhausen im Hintergrund, den Auferstandenen und den ungläubigen Thomas dar. Die mittlere linke Szene trägt die Inschrift regina coeli letare alleluia, die Jahreszahl 1513 und das Monogramm des Malers. Die Außenseiten der Tafeln sind mit den Darstellungen der Anna selbdritt, der heiligen Odilia, der heiligen Scholastika von Nursia und der heiligen Barbara versehen.

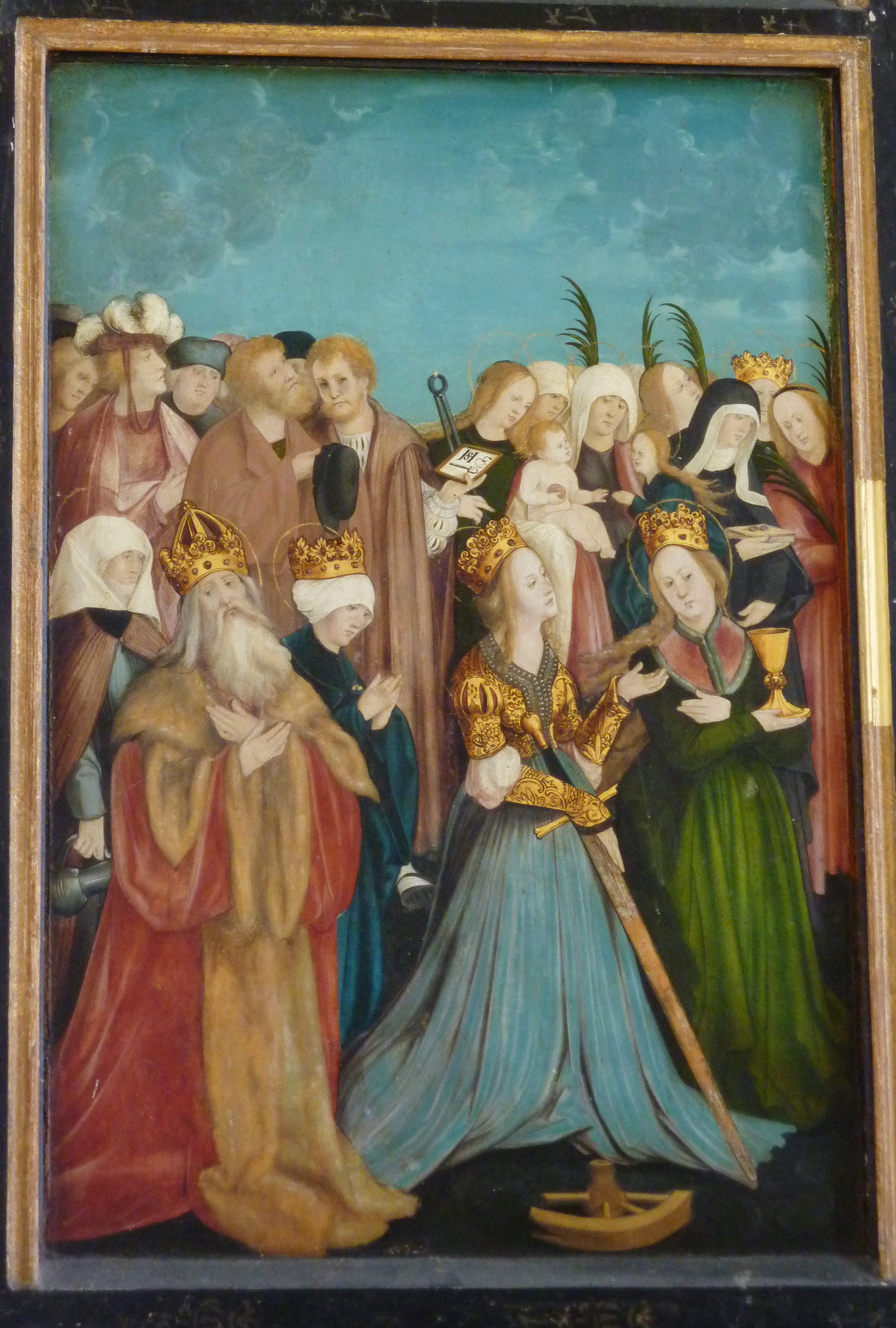
Heilige und Märtyrer, Selbstporträt von Hans Schäufelin, daneben sein Mitarbeiter Sebastian Daig
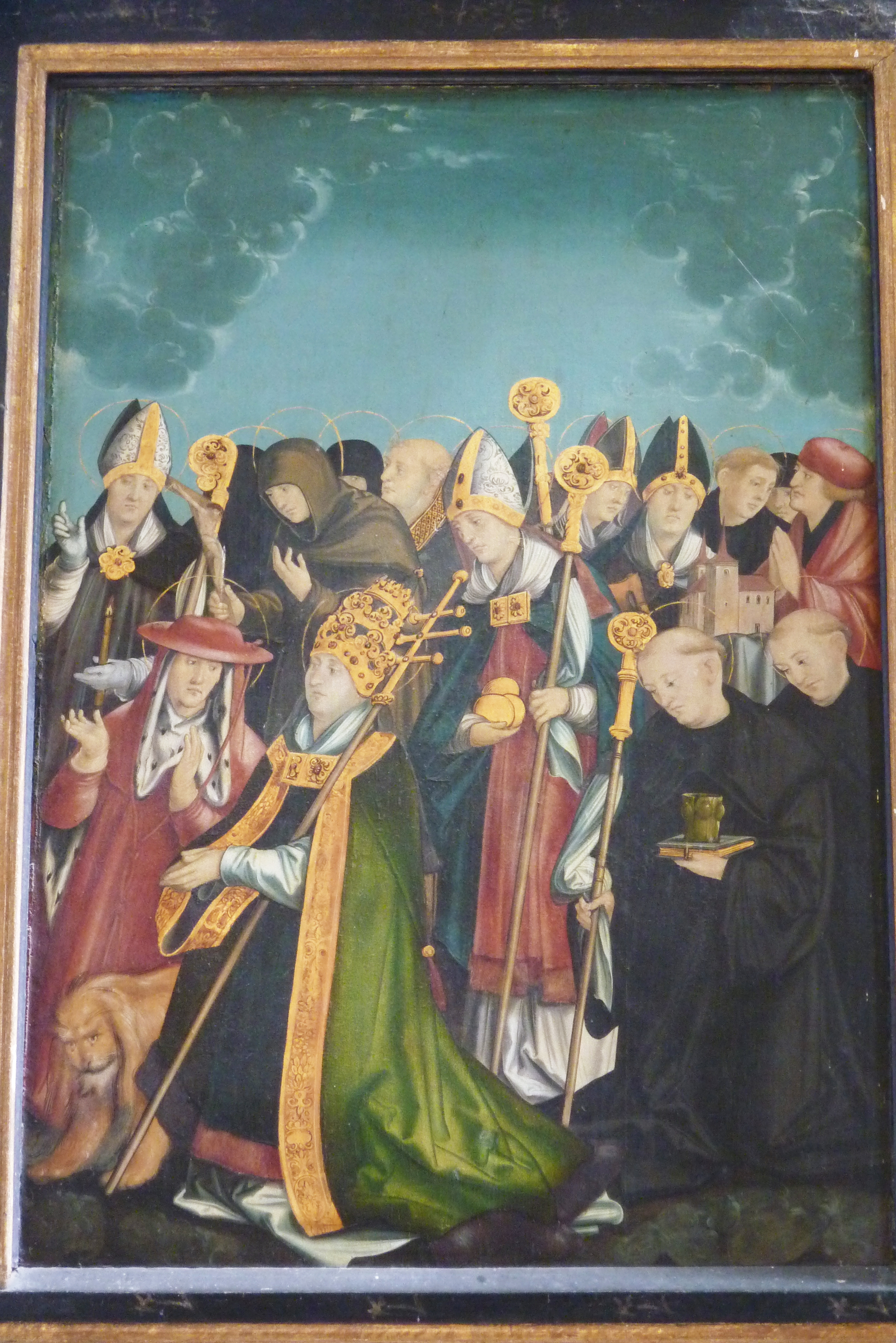
Kirchenlehrer Hieronymus und Gregor der Große mit geistlichen Würdenträgern
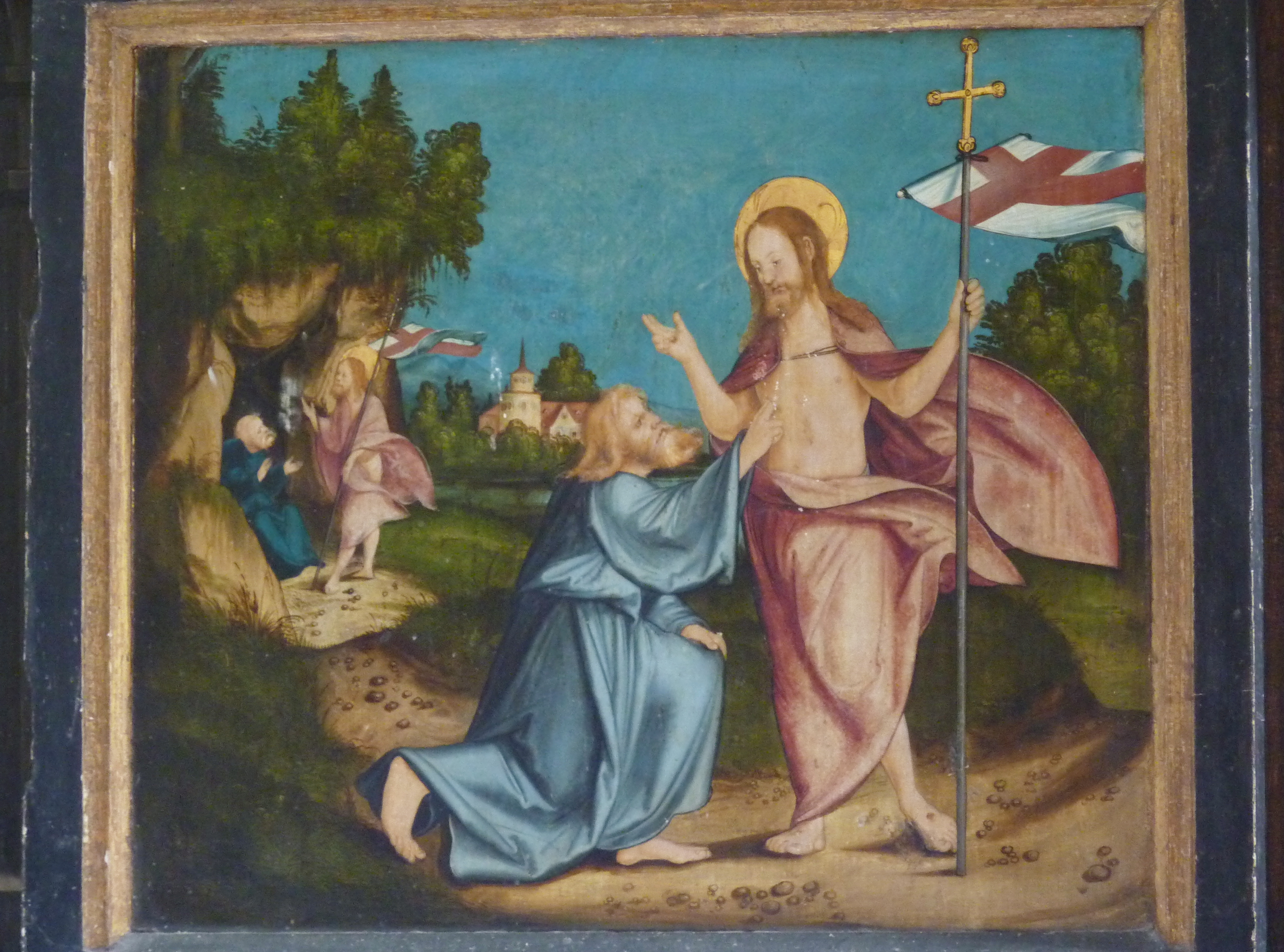
Ungläubiger Thomas
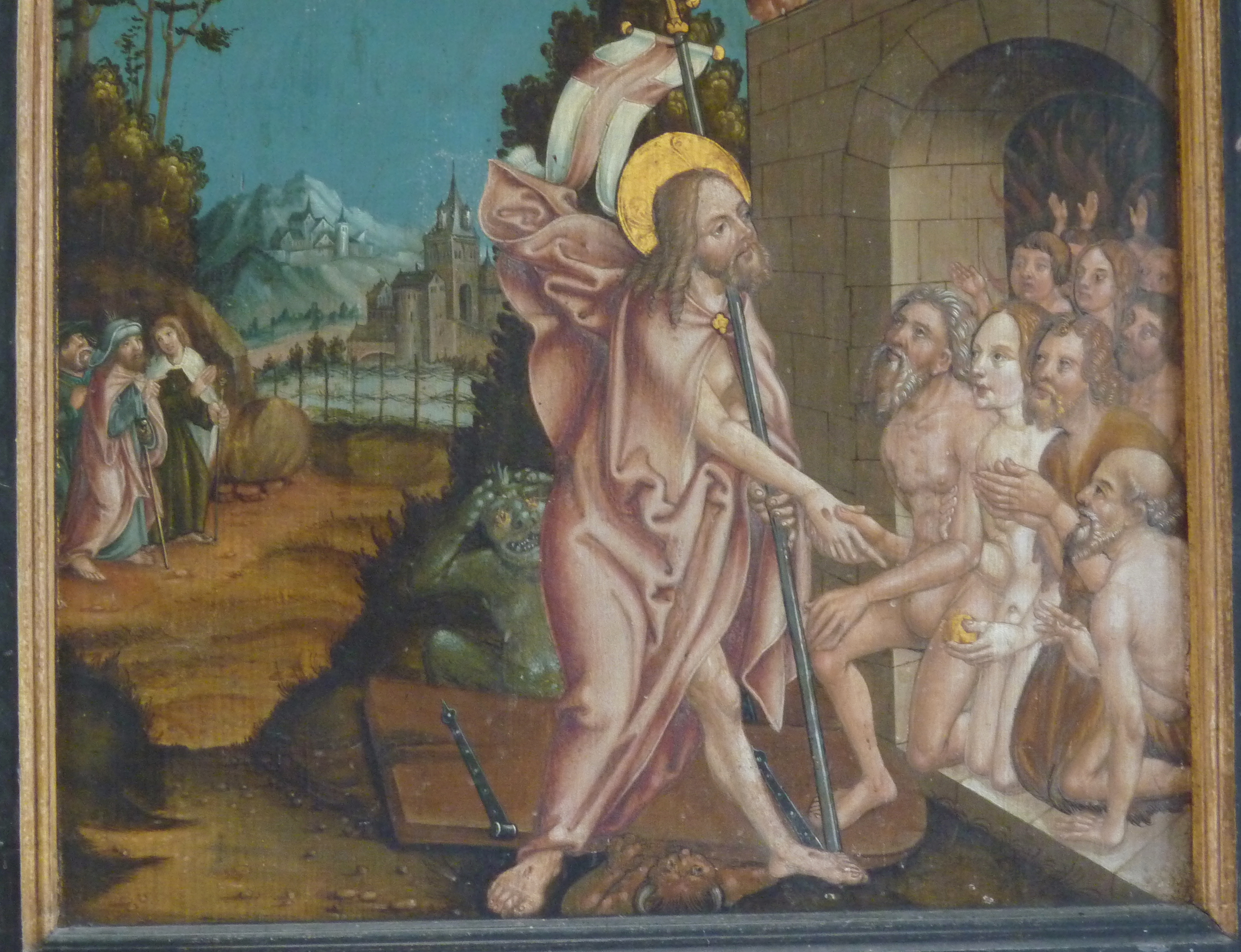
Höllenfahrt Christi

## Chorgestühl

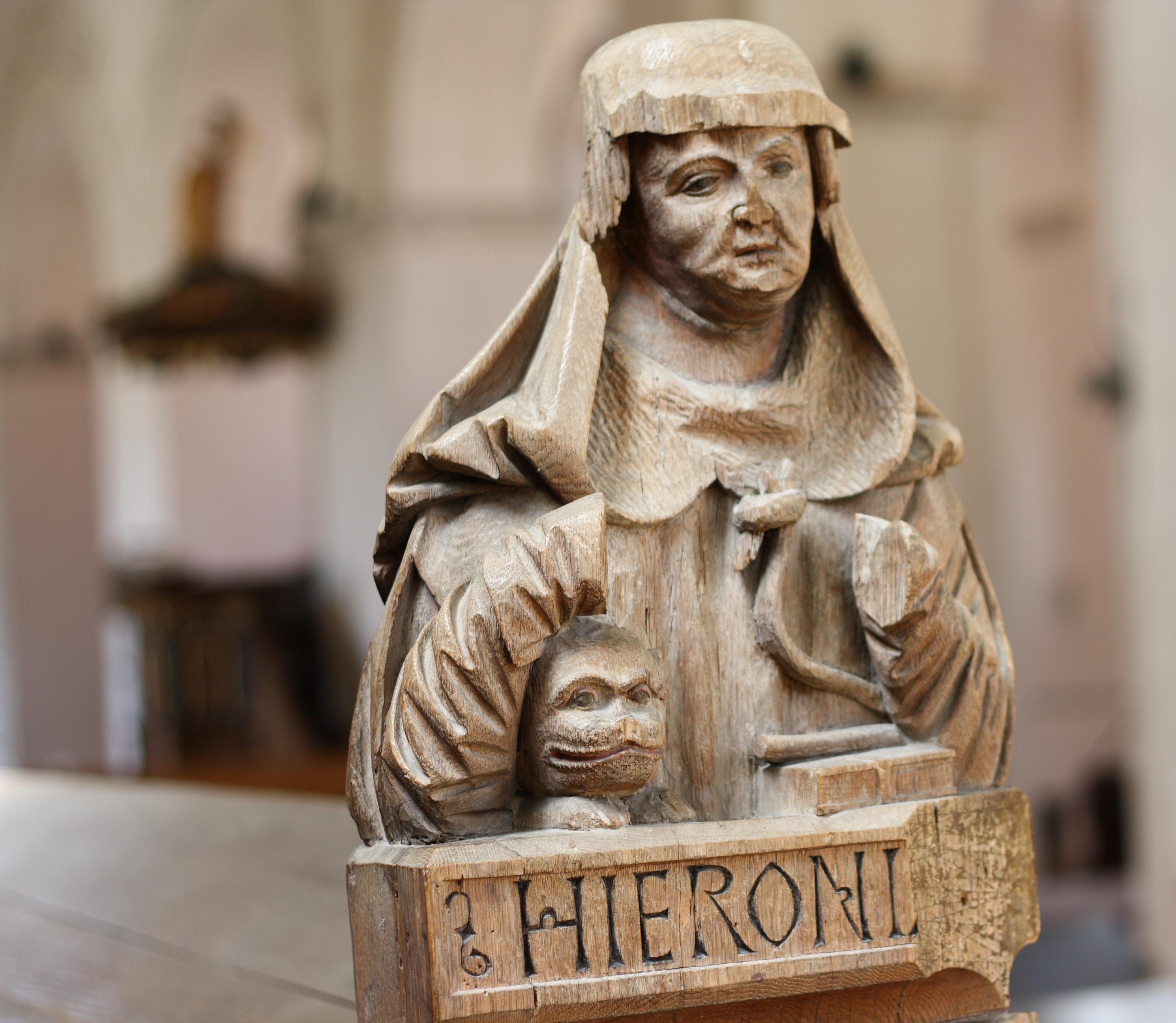
Wangenaufsatz des Chorgestühls

Das Chorgestühl aus Eichenholz aus dem Jahr 1519 ist an den Armstützen und Miserikordien mit Köpfen von Menschen, Tieren und Fratzen geschmückt. Die Inschrift in einer Wange verweist auf den Erbauer (MELCHIOR SCHABERT SCHREINER ZUO WERD 1519), eine andere auf den Auftraggeber des Chorgestühls (GEORGIUS TRUCHSES ABBAS FIERI FECIT 1520). In die Wangen sind Reliefs geschnitzt, die Maria mit dem Jesuskind, die Schutzpatronin des Klosters, darstellen, den heiligen Benedikt, der als der Gründer des Benediktinerordens verehrt wird, seine Schwester Scholastika und die Allegorien der Kardinaltugenden Klugheit (prudentia), Gerechtigkeit (iustitia), Tapferkeit (fortitudo) und Mäßigung (temperantia). Die Wangenaufsätze zierten ehemals die Kirchenlehrer und die Symbole der Evangelisten. Von ihnen sind nur noch die Büsten des heiligen Ambrosius und des heiligen Hieronymus und der Mensch als Symbol des Matthäus erhalten. Von den Einlegearbeiten mit der Darstellung der Türme des Himmlischen Jerusalems sind ebenfalls nur noch wenige Fragmente vorhanden. Sie wurden wie der Baldachin, die Maßwerkfüllungen der Wände und die Zwischenwände zwischen den Sitzen während des Bauernkriegs zum großen Teil zerstört. Sämtlichen Figuren und Köpfen wurden damals die Nasen abgeschlagen.

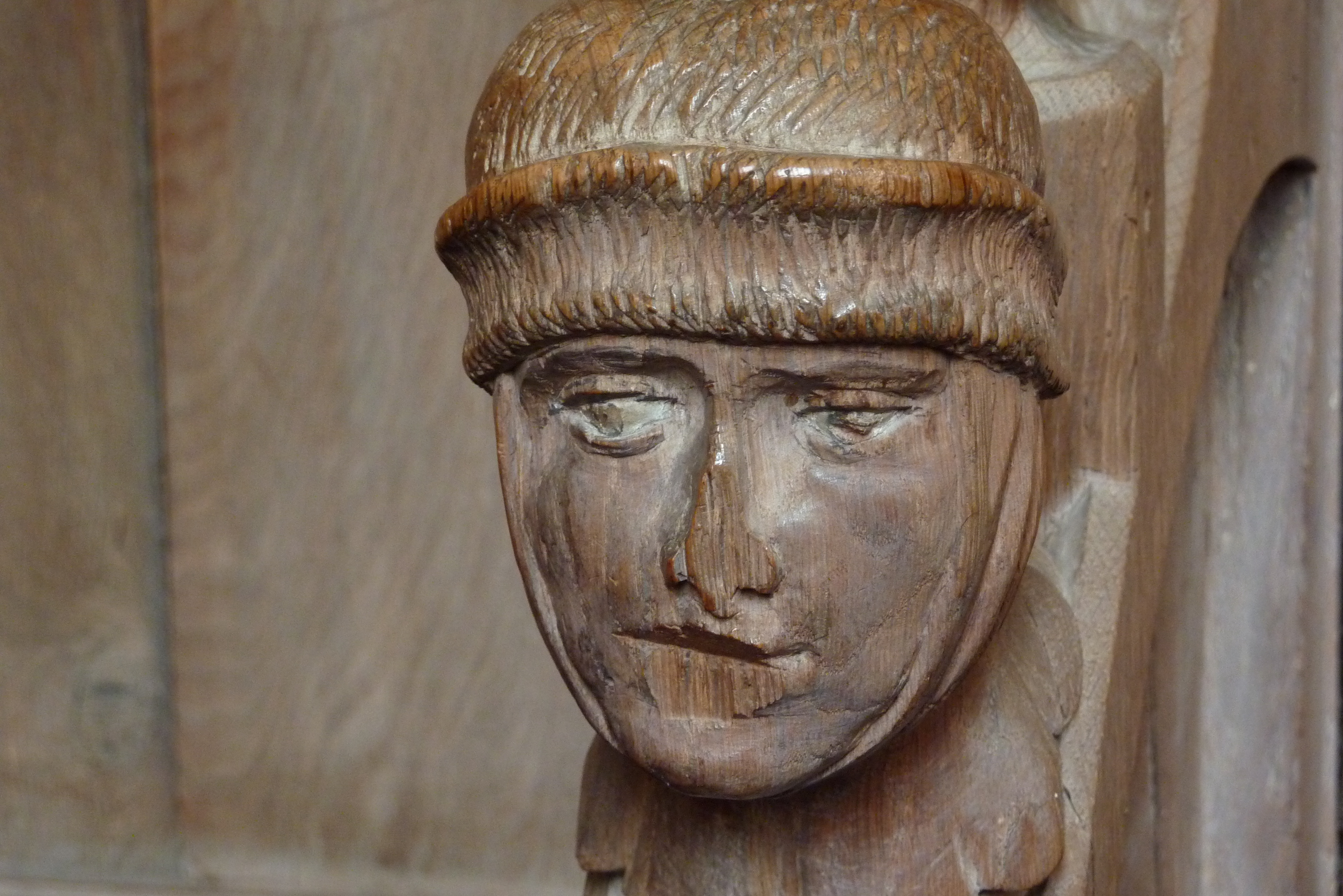
Kopf an einer Zwischenwand
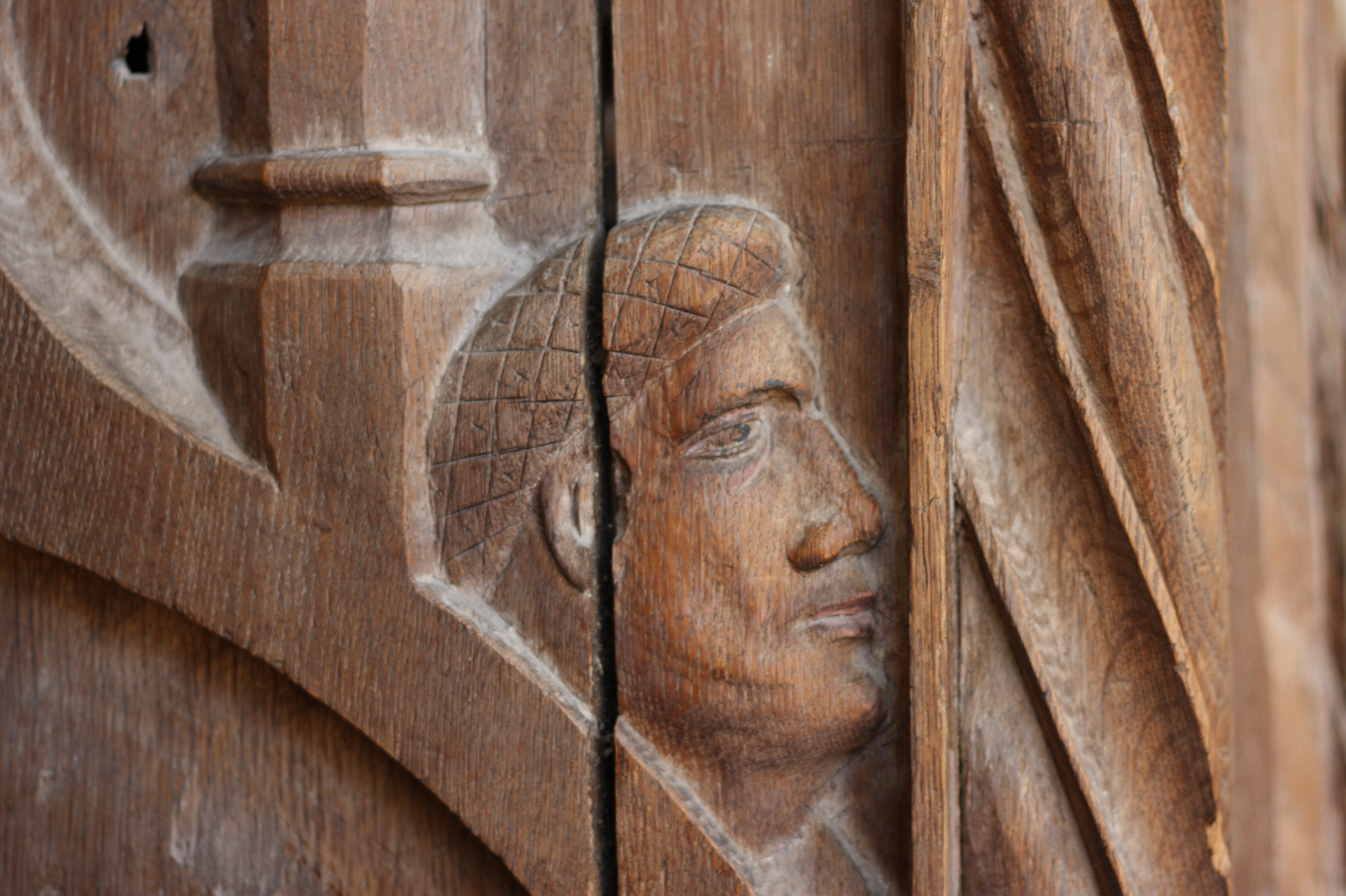
Relief an einer Seitenwand
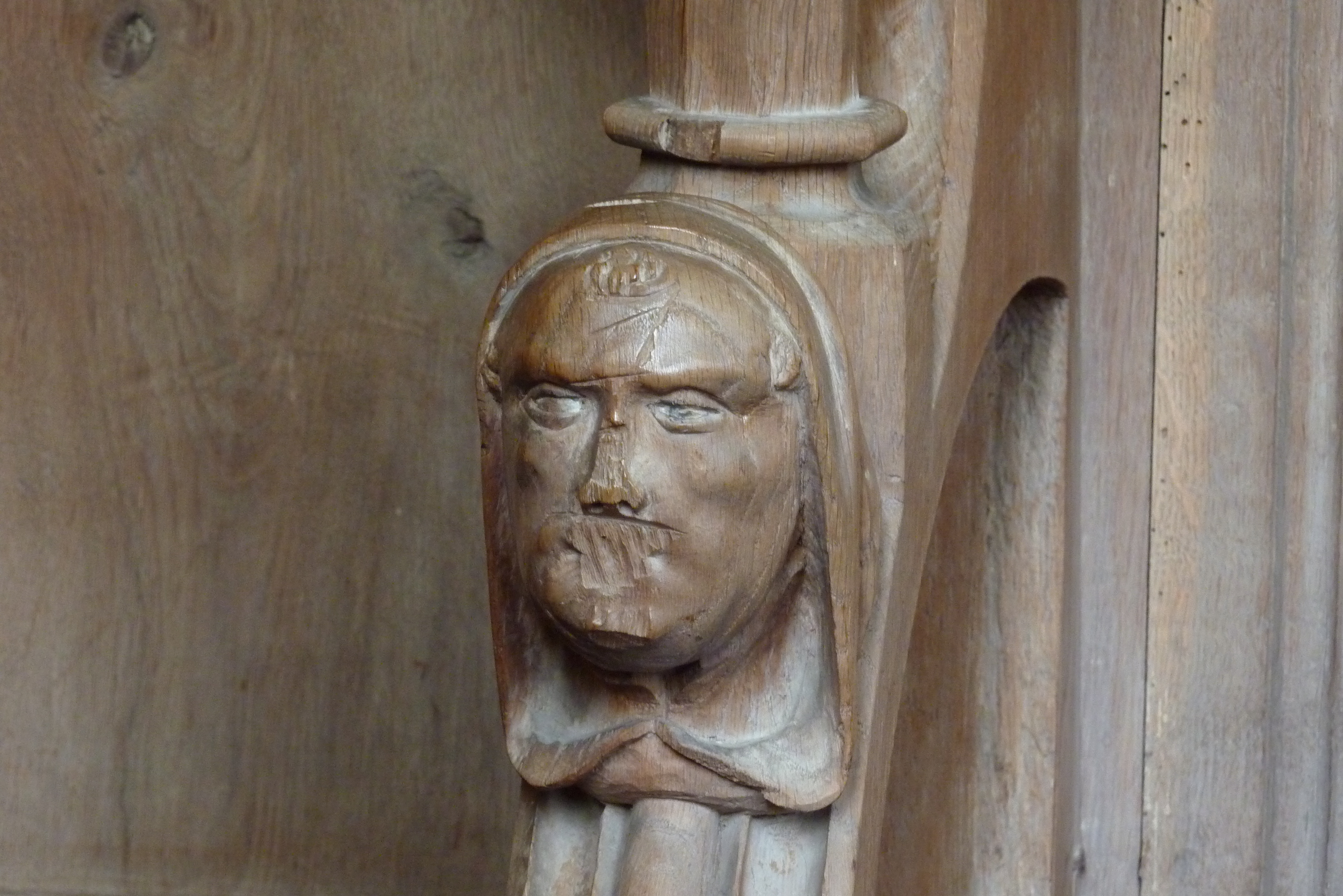
Kopf an einer Zwischenwand
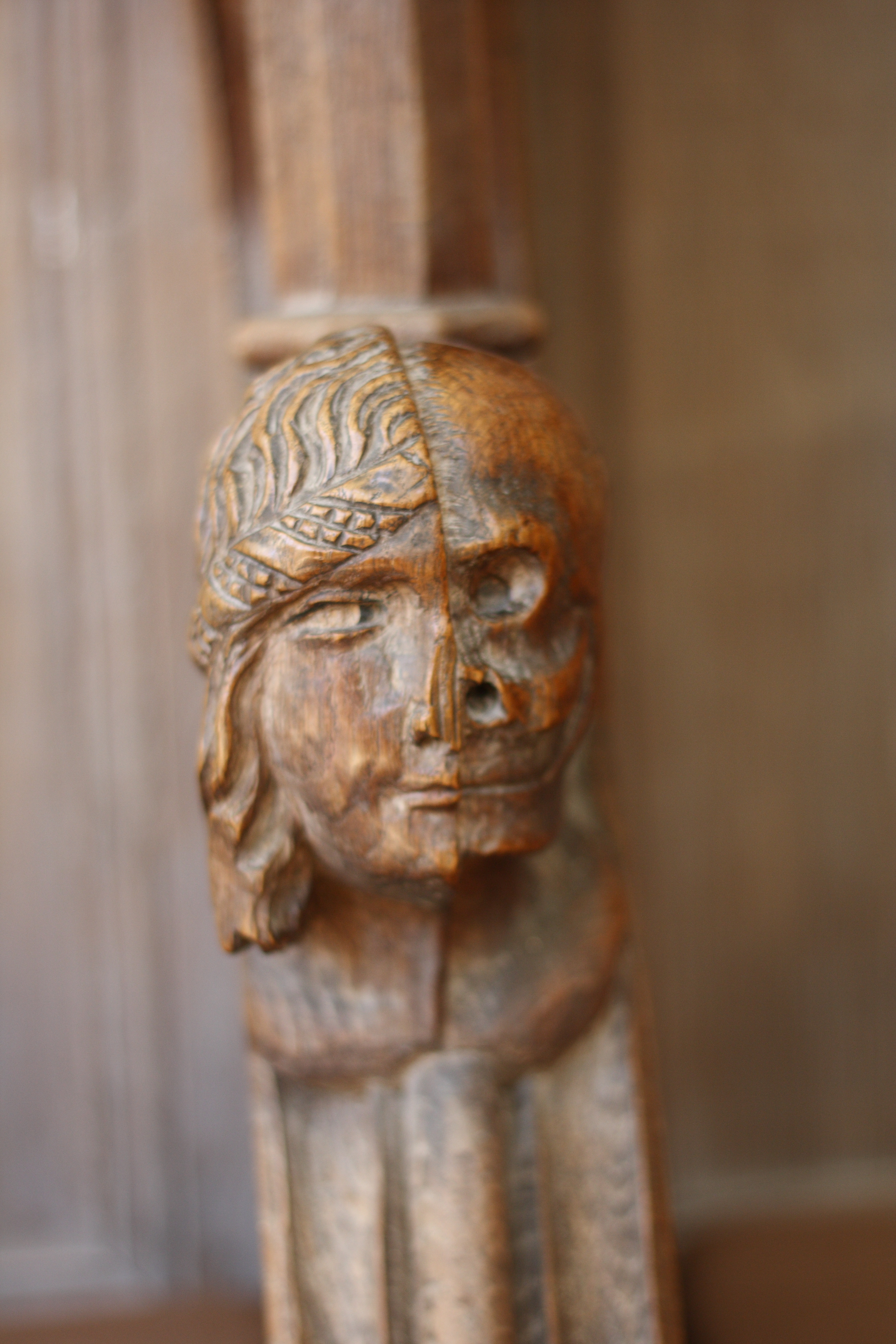
Kopf an einer Zwischenwand
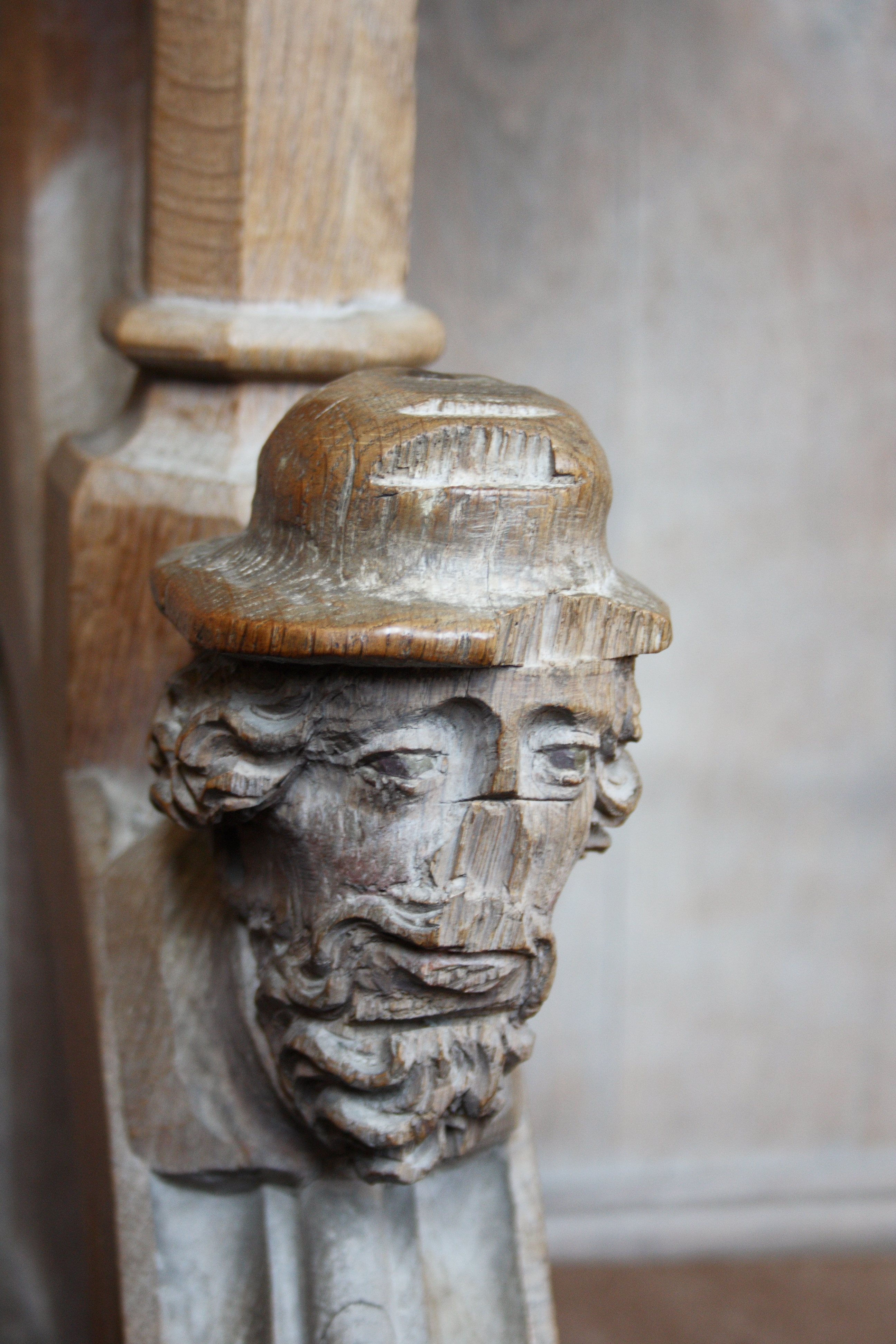
Kopf an einer Zwischenwand

## Weitere Ausstattung

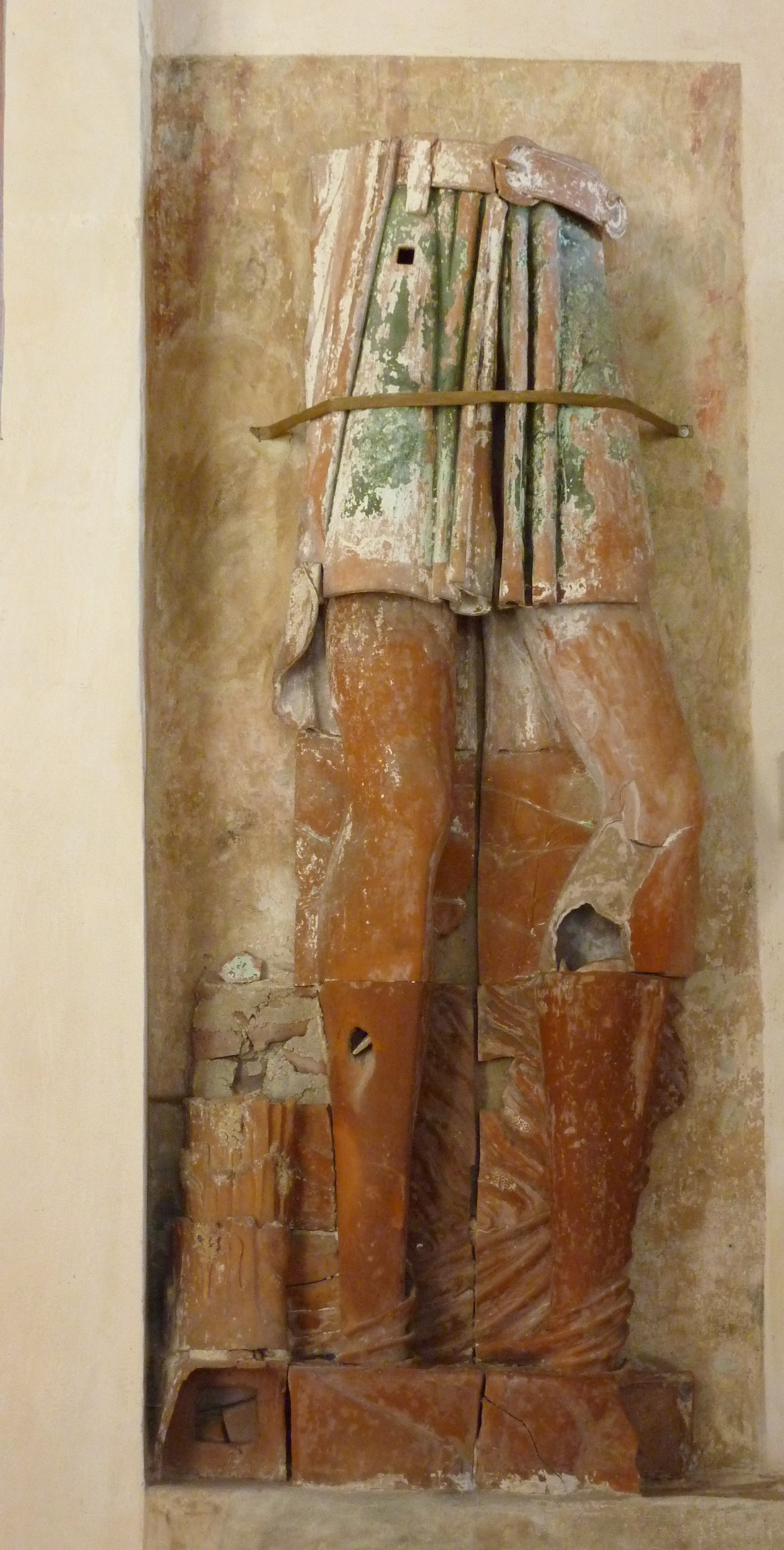
Fragment der Christophorusfigur

- An der Westwand wird der untere Teil einer Tonfigur des heiligen Christophorus aufbewahrt. Das 2,86 Meter hohe Fragment ist Teil einer riesenhaften Skulptur, die aus der Zeit um 1440/50 stammt und die beim Einbau der Empore abgebrochen wurde.
- In einer Nische der nördlichen Chorwand, dem sogenannten Heiligen Grab, befindet sich auf romanischem Sarkophag eine Holzskulptur des auferstandenen Christus, die um 1520/30 datiert wird.
- Das Sakramentshäuschen im Stil der Renaissance wurde 1521 von Loy Hering geschaffen. Es besteht aus einem viergeschossigen Aufbau über drei Stufen auf halbrunder gedrungener Basis. Zwischen der Basis und dem Gehäuse befindet sich eine kapitellartige Konsole. Im zweiten Geschoss ist eine Nische mit einem Rautengitter geschlossen und von Pilastern gerahmt. Das obere Relief stellt die Mannaspeisung dar, das untere die Einsetzung des Abendmahls. Über dem Sockel sind die Wappen des Abtes Georg Truchseß von Wetzhausen, des Auftraggebers des Sakramentshäuschen, und des Klosters zu sehen.
- Das Taufbecken wurde 1696 geschaffen.
- Die Kanzel ist eine Arbeit aus dem Jahr 1708.

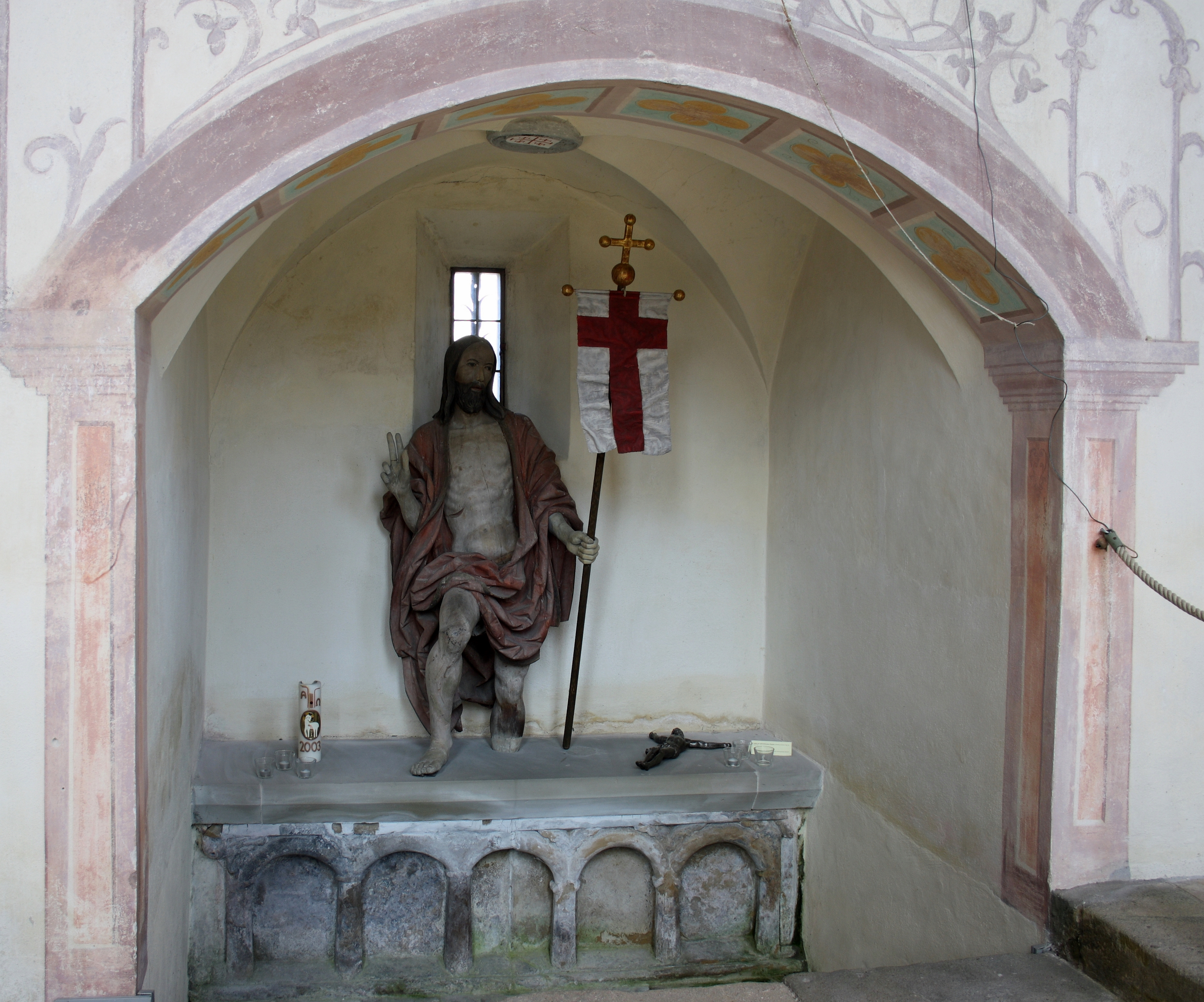
Heiliges Grab
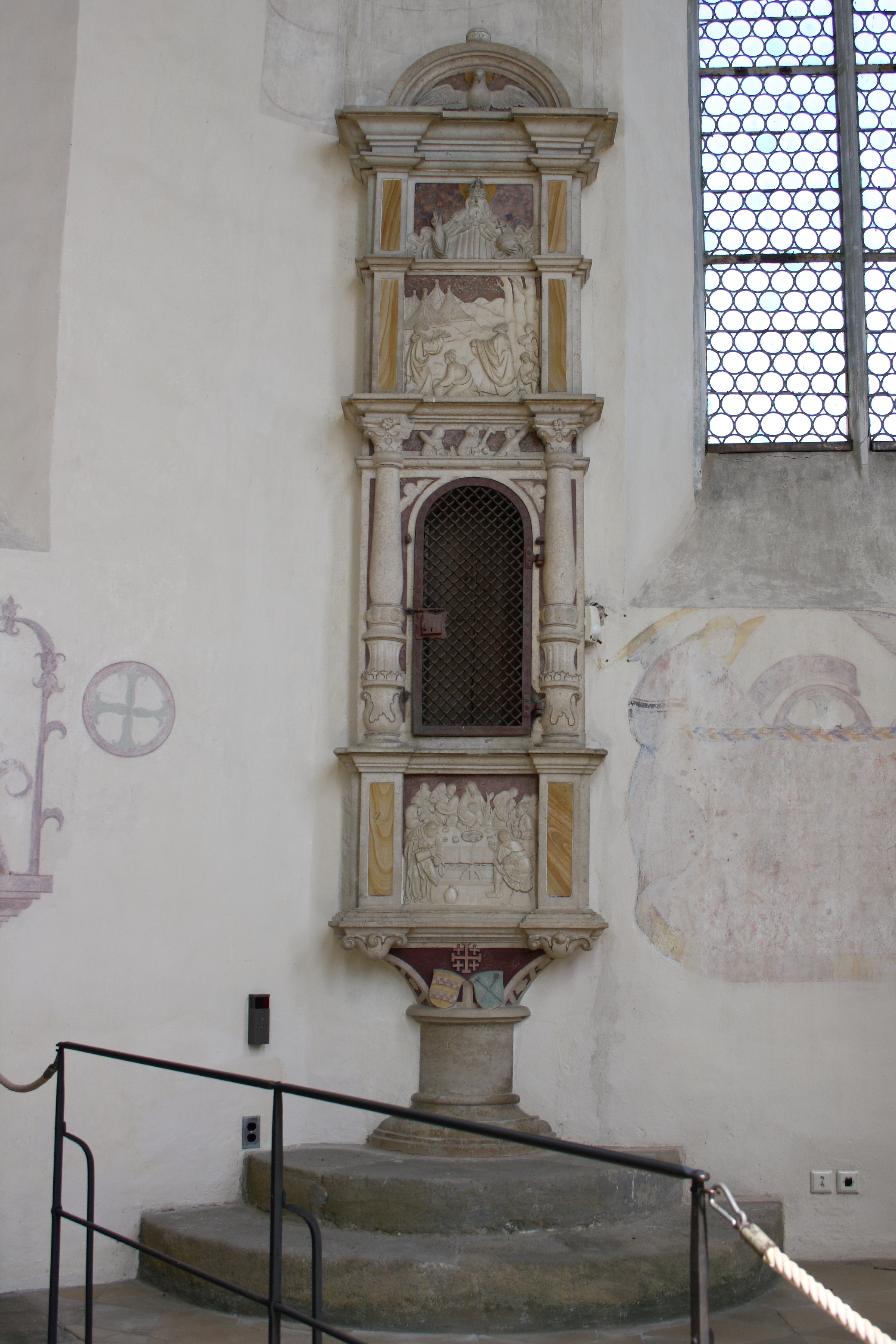
Sakramentshäuschen
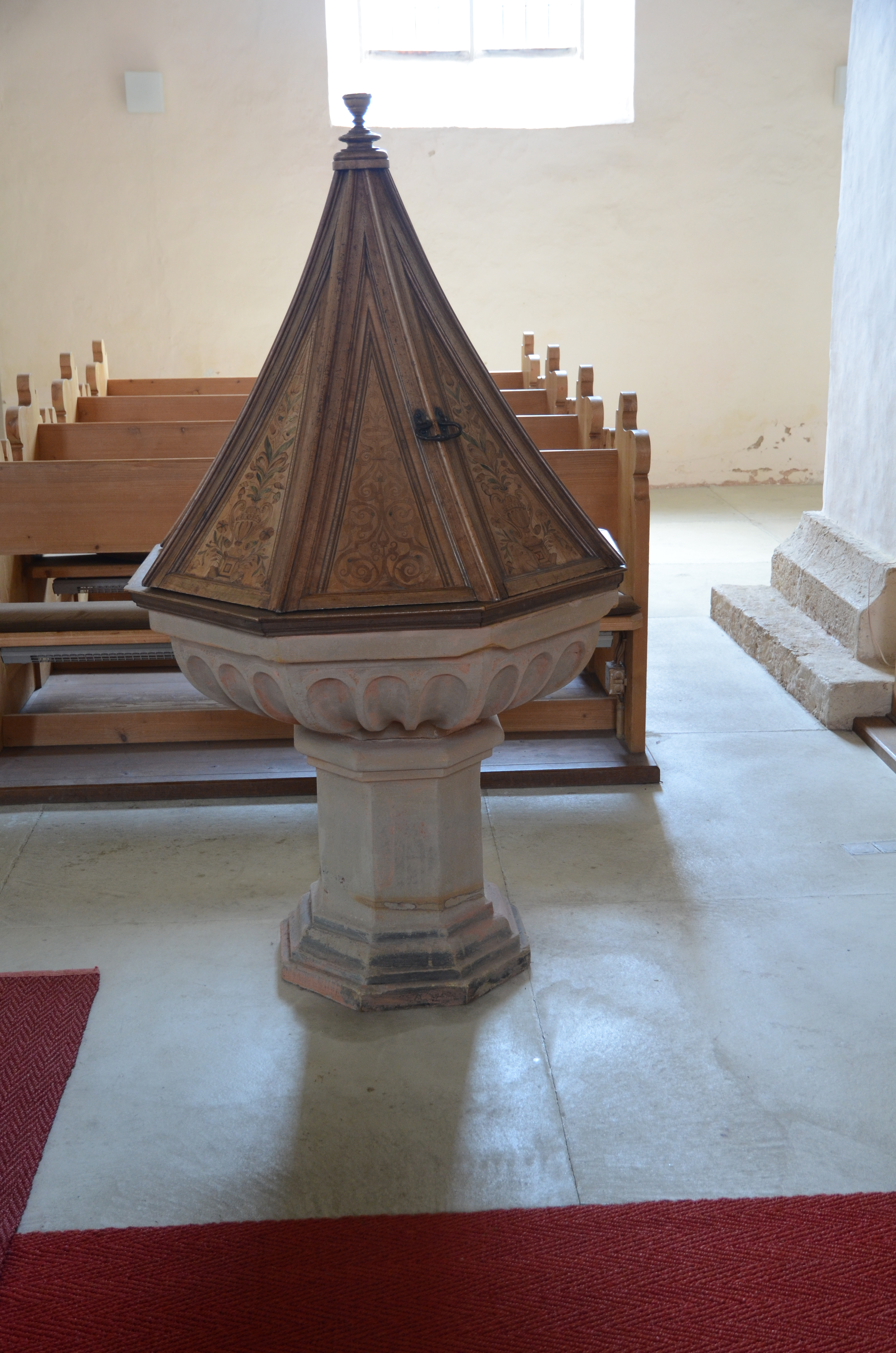
Taufbecken

## Grabmäler und Epitaphien

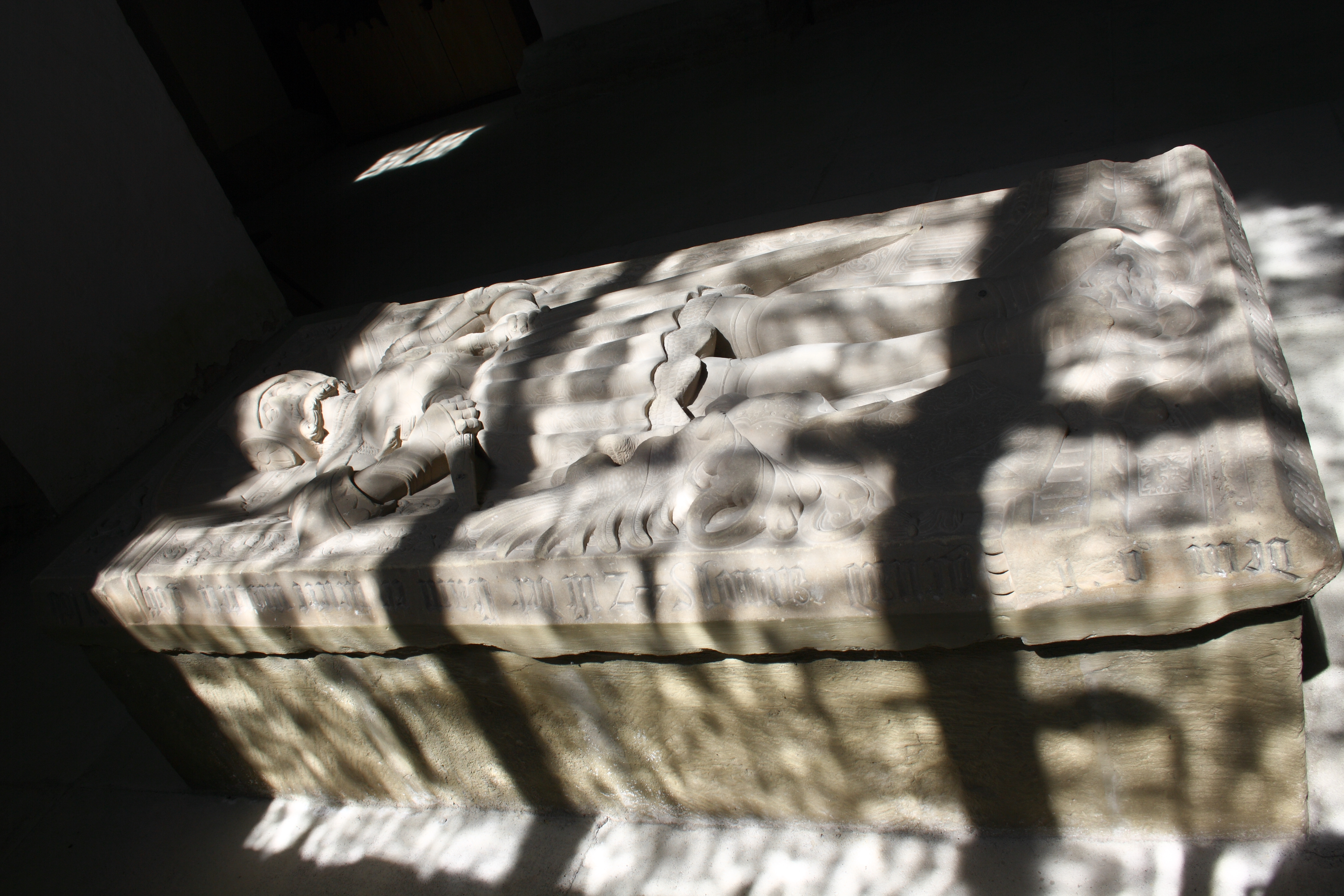
Grabmal des Ritters Hartmann von Lobdeburg

- In der südlichen Seitenkapelle steht das Grabmal des Ritters Hartmann von Lobdeburg († 958), des angeblichen Stifters des Klosters Auhausen. Die Tumba stammt noch aus romanischer Zeit, die überlebensgroße Liegefigur in prächtiger Rüstung wurde 1542 als Ersatz für eine frühere Skulptur geschaffen.
- An den Seitenwänden sind die Grabplatten für die Äbte Wilhelm de Lacu († 1450) und Georg von Schechingen († 1481) angebracht.
- An der Südwand des Chores befindet sich das Grabmal des vorletzten Abtes, Wilhelm Schechs von Pleinfeld († 1499), eine Rotmarmorplatte mit überlebensgroßer Figur des Abtes in vollem Ornat aus der Zeit um 1500.
- Von Loy Hering stammt das steinerne Triptychon zum Gedenken an Abt Georg Truchseß von Wetzhausen und dessen Pilgerfahrt nach Jerusalem. Links wird der Abt als Pilger dargestellt, rechts der Tod mit Pfeil und Bogen, in der Mitte die Auferstehung Christi nach dem Vorbild der Großen Passion von Albrecht Dürer. Die Inschrift enthält die Jahreszahl 1521.
- Das barocke Epitaph für Margaretha Mayer (1602–1663) ist aus Holz und hat eine Höhe von 2,75 m und eine Breite von 1,37 m. Das Gemälde im Mittelteil zeigt ein Kruzifix mit der Familie der Verstorbenen. Im Auszug ist der auferstandene Christus dargestellt. Der architektonische Rahmen des farbig gestalteten Epitaphs ist mit Volutenanschwüngen gestaltet. Im Unterzug ist das Wappen der Verstorbenen zu sehen.[2]

## Orgel

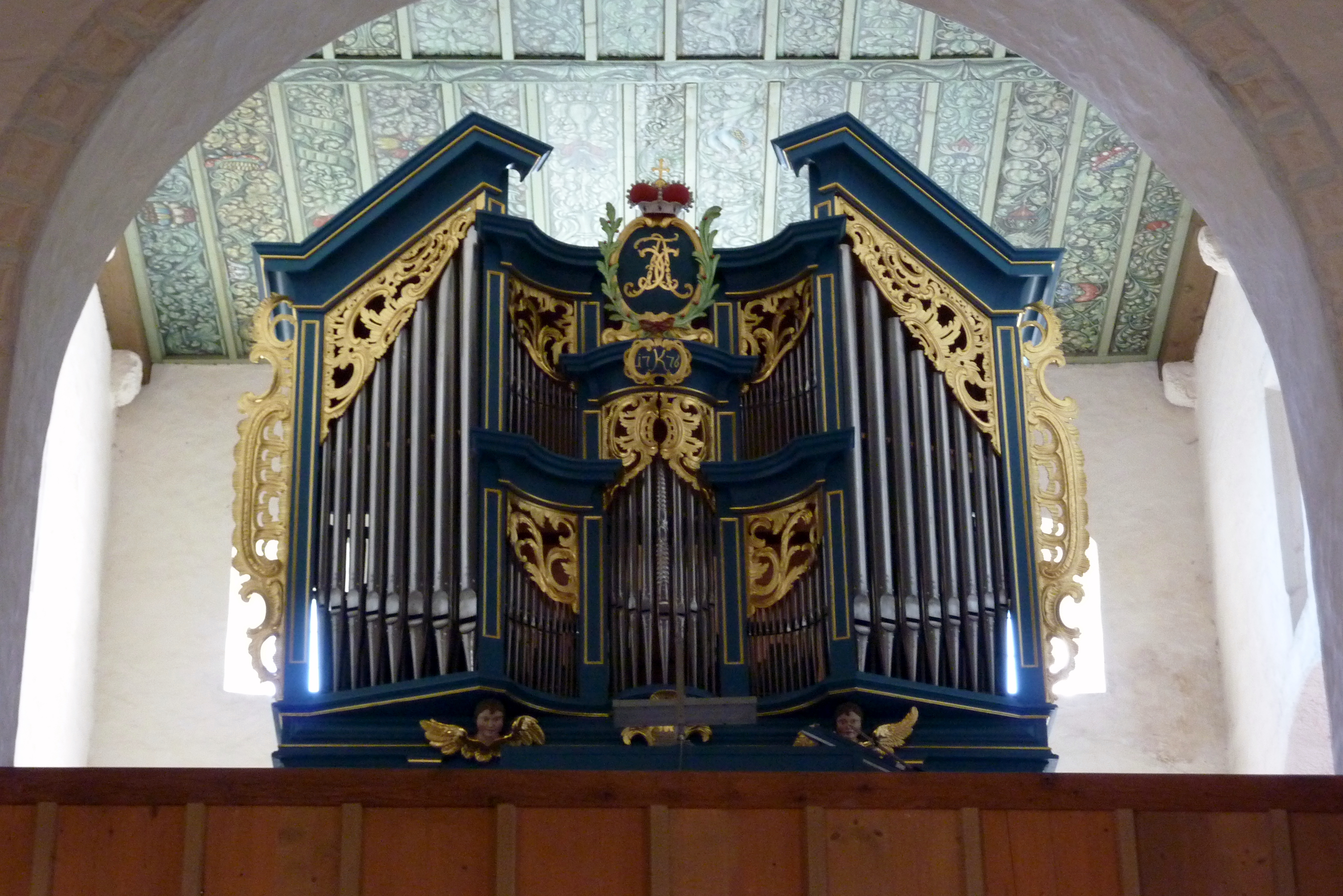
Orgelprospekt

Die Orgel ist ein Werk des Orgelbauers Georg Martin Gessinger aus Rothenburg ob der Tauber. Sie wurde 1776 aufgestellt und 1976/77 von der Orgelbaufirma Steinmeyer in Oettingen renoviert und erweitert.

## Glocken

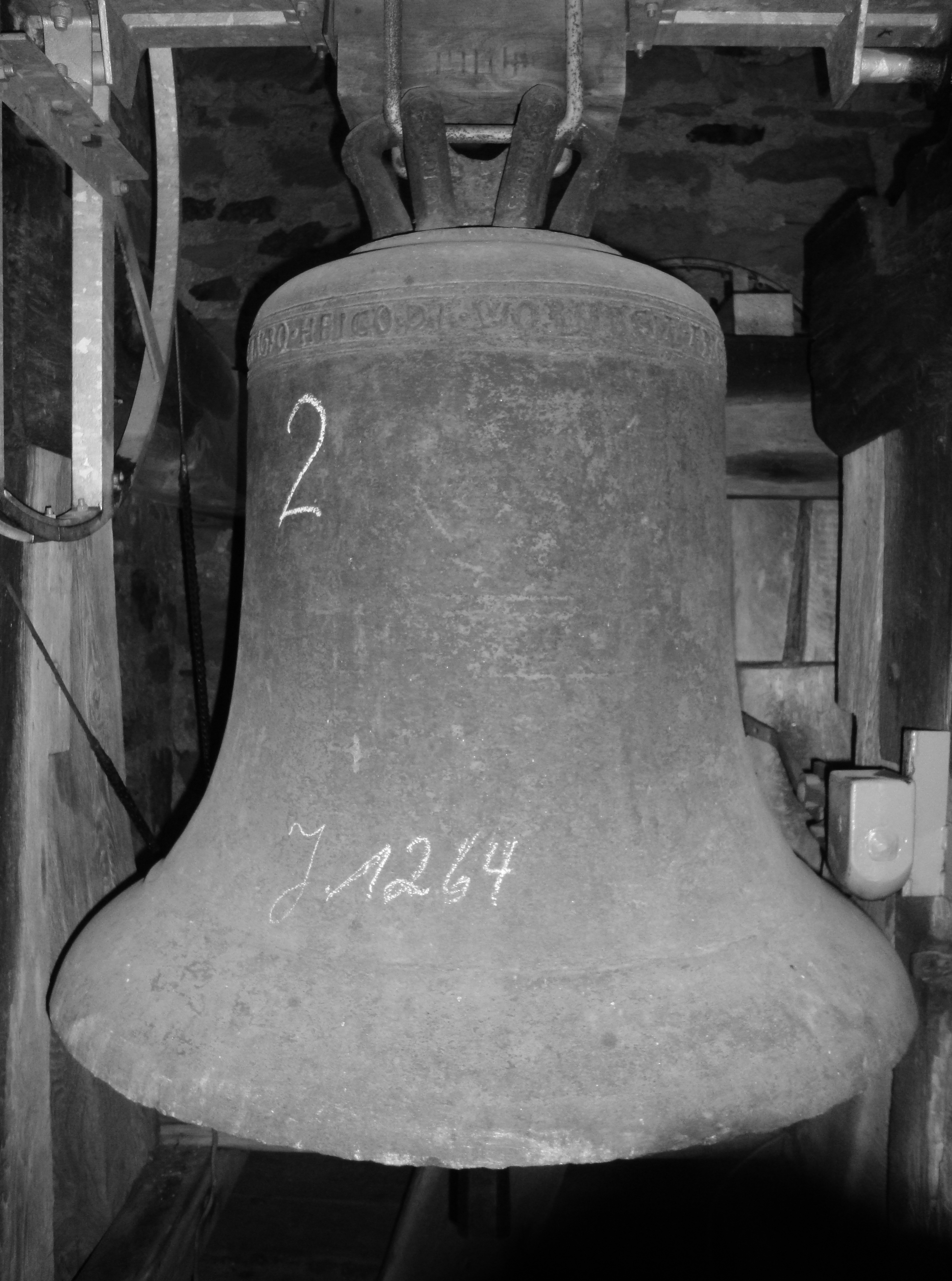
Zwölfuhrglocke von 1264

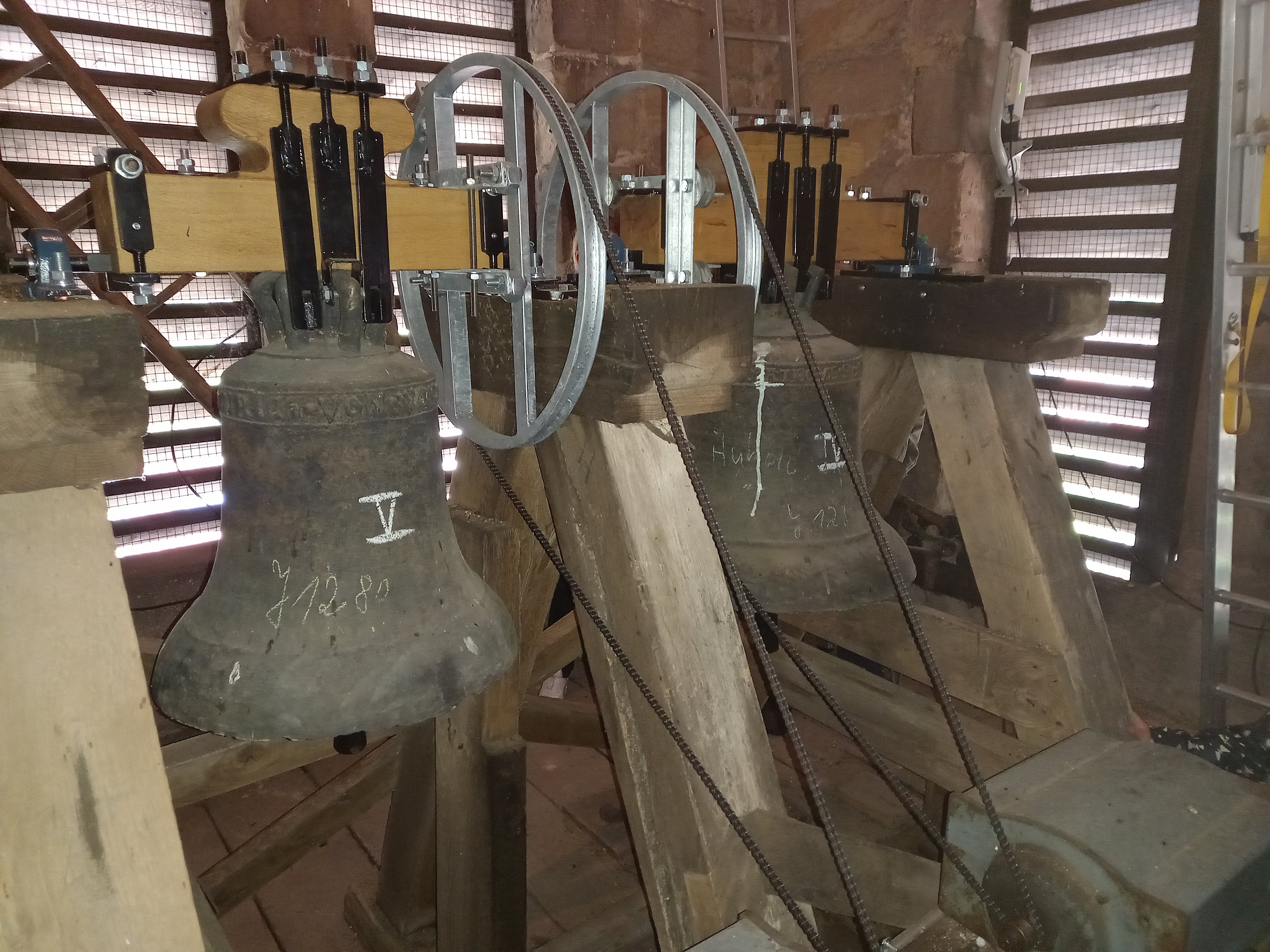
Glocken von 1280

Zu den wertvollsten Ausstattungsstücken der Kirche zählen die fünf mittelalterlichen Glocken aus dem 13. und 14. Jahrhundert. Alle Glocken hängen in alten massiven Holzglockenstühlen. Die Zwölfuhrglocke ist die älteste Glocke des Geläuts und eine der ältesten datierten Glocken. Ihre eigentümliche Form verleiht ihr einen charakteristischen Klang. Fünfmal am Tag läutet es zum Gebet: um 6, 11, 12, 15 und 18 Uhr. An Sonntagen läuten die drei Glocken des Südturmes, an hohen Festtagen alle fünf.
| Nr. | Name (Widmung)              | Gussjahr | Gießer                     | Durchmesser (mm, ca.) | Masse (kg, ca.) | Schlagton (HT-1/16) | Turm |
| 1   | Feuerglocke (Maria)         | 14. Jh.  | anonym (Nürnberger Schule) | 1.020                 | 800             | a1 −5               | Süd  |
| 2   | Zwölfuhrglocke              | 1264     | Heico de Wormacia          | 920                   | 600             | h1 +4               | Süd  |
| 3   | Elfuhrglocke                | 14. Jh.  | anonym (Nürnberger Schule) | 880                   | 450             | ais1 +2             | Süd  |
| 4   | Vesperglocke (Evangelisten) | 13. Jh.  | anonym                     | 530                   | 120             | a2 −3               | Nord |
| 5   | Taufglocke                  | 13. Jh.  | Hainrich de Windeshain     | 460                   | 80              | h2 −8               | Nord |